# Vatten och avlopp i Stockholm

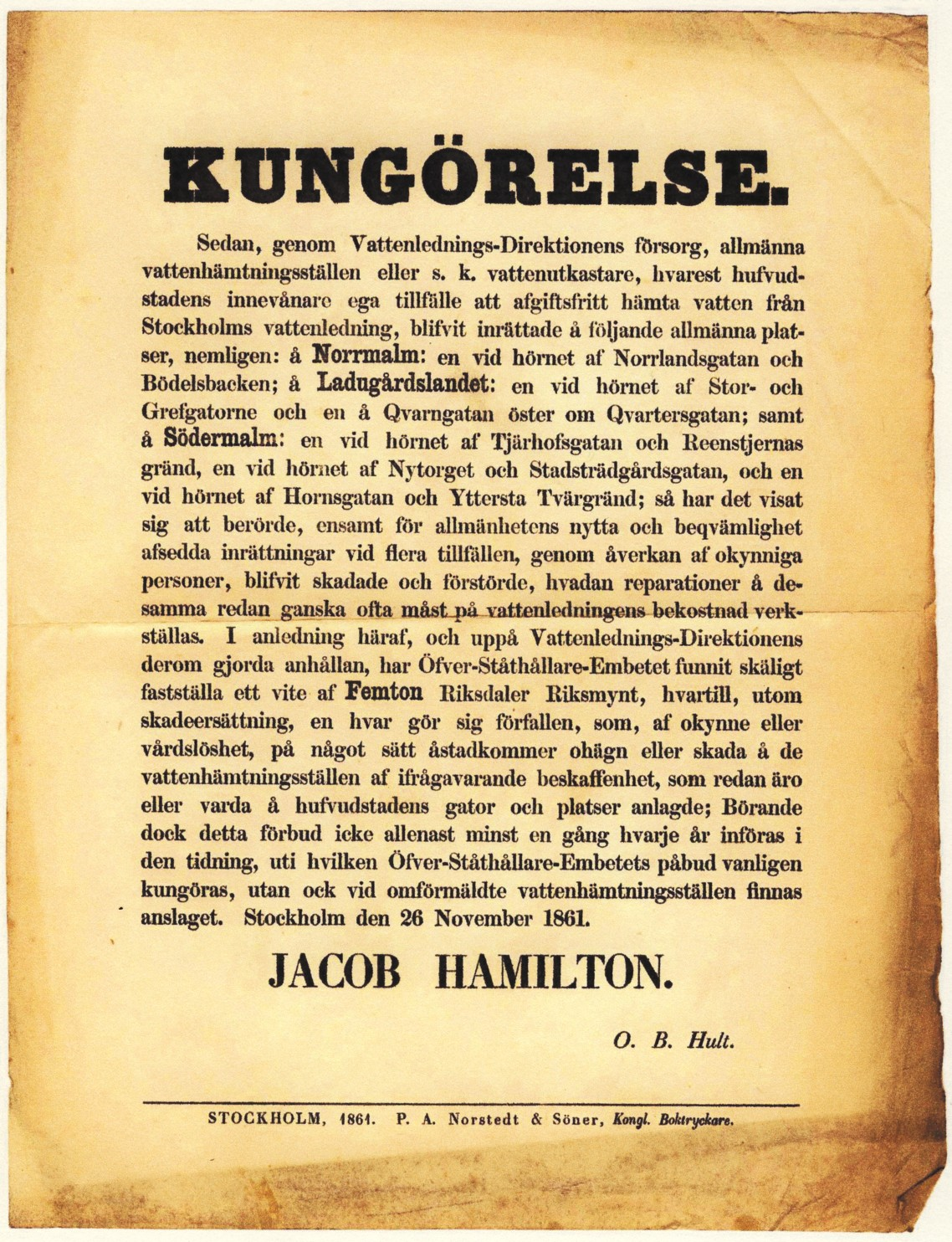
Kungörelse om vattenledning i Stockholm 1861.

Vatten och avlopp i modern bemärkelse har funnits i Stockholm först sedan 1800-talets andra hälft. Innan dess var invånarna uteslutande hänvisade till att ur brunnar, pumpar och sjöar hämta sitt dricks- och bruksvatten, medan avloppen huvudsakligen bestod av diken och rännstenar.
Så sent som 1861 invigdes Stockholms första vattenverk konstruerat efter engelsk förebild, och den 26 november 1861 informerades stockholmarna med en kungörelse var i staden de kunde hämta det nya rena ledningsvattnet. Därmed var Stockholm en av Europas sista huvudstäder att införa ett vattenledningssystem för försörjning av befolkningen med rent dricksvatten.
1872 grävdes de första avloppstrummorna ner i stadens gator, men först på 1930-talet utreddes frågan om Stockholms avlopp mera ingående; stadens första reningsverk, i Åkeshov, togs i bruk 1934.
Idag försörjer Norsborgs vattenverk och Lovö vattenverk (invigda 1904 respektive 1933) Stockholm och dess omgivningar med 350 000 m³ dricksvatten per dygn från Mälaren via ett 2 100 kilometer långt ledningsnät. Avloppssystemets ledningsnät har en längd av cirka 2 400 kilometer och ett flertal reningsverk är i bruk, varav det nyaste är Hammarby Sjöstadsverket som invigdes 2003.

## Vattenförsörjning

### Brunnar, pumpar och vattendrag

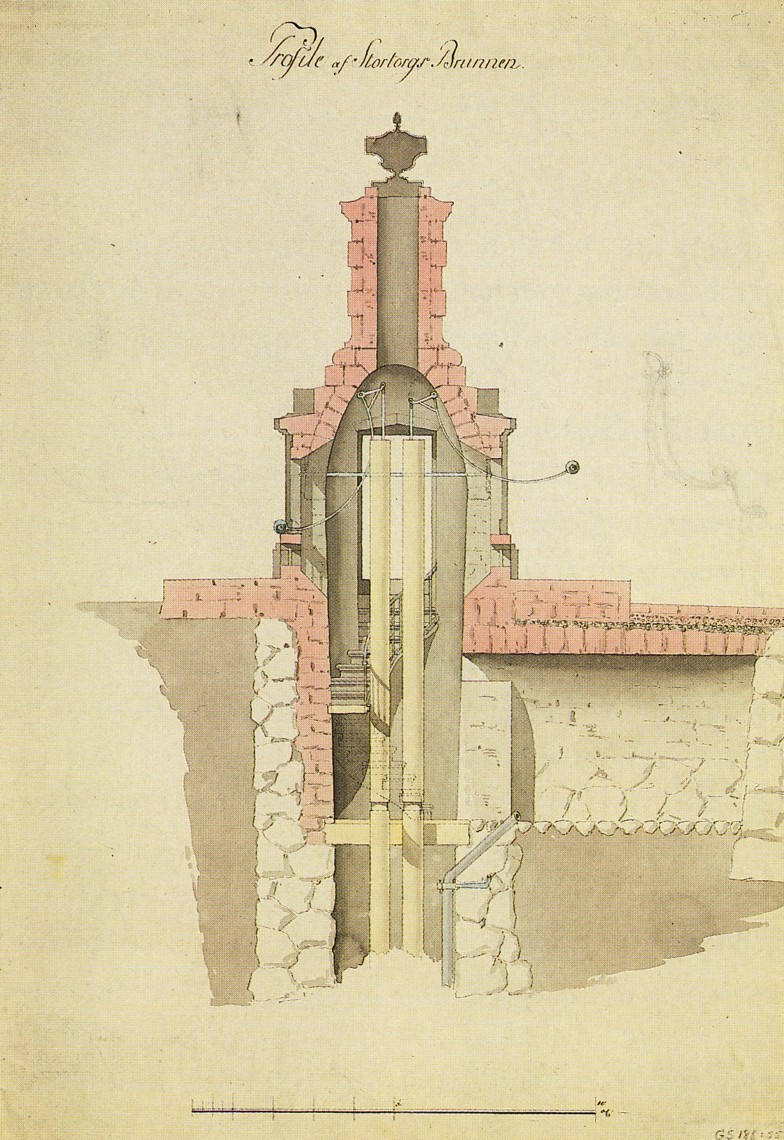
Stortorgsbrunnen i Gamla stan.
Originalritning av Erik Palmstedt.

Att man kunde leda vatten över längre sträckor hade redan det antika Rom visat med sina akvedukter. I övriga västerlandet skulle det ta betydligt längre tid innan städernas invånare blev försörjda med färskt och rent dricksvatten via ledningar. Från Stockholms grundande på 1200-talet ända fram till mitten av 1800-talet var stadens invånare hänvisade att hämta sitt vatten från brunnar, pumpar och vattendrag. Tack vare de källförande grus- och sandåsar som genomkorsade staden fanns det många möjligheter att öppna brunnar, som i regel lämnade vatten med god kvalitet.
Med ökande antal boende i staden blev Stockholms vattendrag allt mer förorenade. En lösning av vattenproblemet blev att hämta rent vatten från brunnar och pumpar. En del brunnar hade alldeles utmärkt vatten som Ugglevikskällan i Lilljansskogen och på  Djurgården fanns tre brunnar vars vatten rekommenderades för allmänt bruk. Norrbrunns surbrunn hörde till de mest berömda. Den upptäcktes av kaplanen Peter Muhr vid S:t Olof, på en öde plats vid Surbrunnsgatan och var i bruk till 1767. Vattnet transporterades även långa vägar med häst och vagn in till staden, som "Wårby-vattnet"  från Vårby källa i Fittja, som 1709 fick kungligt privilegium som surbrunn. Vid Norrström kunde man hämta Mälarvatten som höll god kvalitet "vid stilla väder och sydostvind", dock inte när det var uppström, då fick man en uppblandning med saltvatten från Saltsjön.
Stadens brunnar och pumpar var både vackra och omtyckta. Det var platser där folk kunde träffas och utbyta nyheter. Johan Eberhard Carlberg, som var stadsarkitekt i Stockholm från 1718, månade både om brunnarnas och pumparnas funktion och estetik. Eller som han uttryckte det, "...till utvärtes anseende". Han ritade själv en del brunnar, men det var vice stadsarkitekten Erik Palmstedt som formgav de flesta brunnarna och pumparna, bland annat den på Stortorget i Gamla stan som pryder sin plats än idag, dock utan att ge vatten.
Det fanns ett stort antal brunnar och pumpar i staden. Lokalt orsakade de många brunnarna att grundvattennivån sjönk och djupt grävda brunnar på 10–15 meter var inte ovanliga. En brunn vid Oxtorget var 20 meter djup. Vid schaktarbeten för tunnelbanan har undan för undan rester av dessa brunnar kommit fram. Vid 1600-talets slut fanns närmare 300 brunnar i Stockholm. Den siffran ökade avsevärt under 1700-talet. Ännu på 1860-talet, alltså samtidigt som stadens vattenledningssystem började byggas, grävdes eller borrades nya brunnar. Så sent som 1863 grävdes en brunn vid nuvarande Stureplan. Brunnarna och pumpar var även viktiga för stadens brandskydd. Utöver de enskilda brunnarna lär det i staden ha funnits 25 allmänna brunnar, vilka försörjde befolkningen med vatten och vars lokaliseringar just var gjorda med tanke på brandförsvaret.
I början av 1900-talet borrades ett antal brunnar i Brunkebergsåsen för några stora vattenförbrukare: Stockholms-Bryggeriet på Hagagatan med 600 liter per minut och Thule-huset på Sveavägen med mer än 1 000 liter per minut. Åhlén & Holm på Ringvägen borrades en brunn i berggrunden som på 75 meters djup gav 300 liter per minut och vid Bryggeriet i Hornsberg gav brunnen 250 liter per minut på 100 meters djup. Numera torde det inte finnas några brunnar för dricksvatten i rullstensåsen. Endast uttag av kylvatten sker för några fastigheter vid Sergels torg och Hamngatan efter specialtillstånd från Vattendomstolen.

### De första vattenledningarna

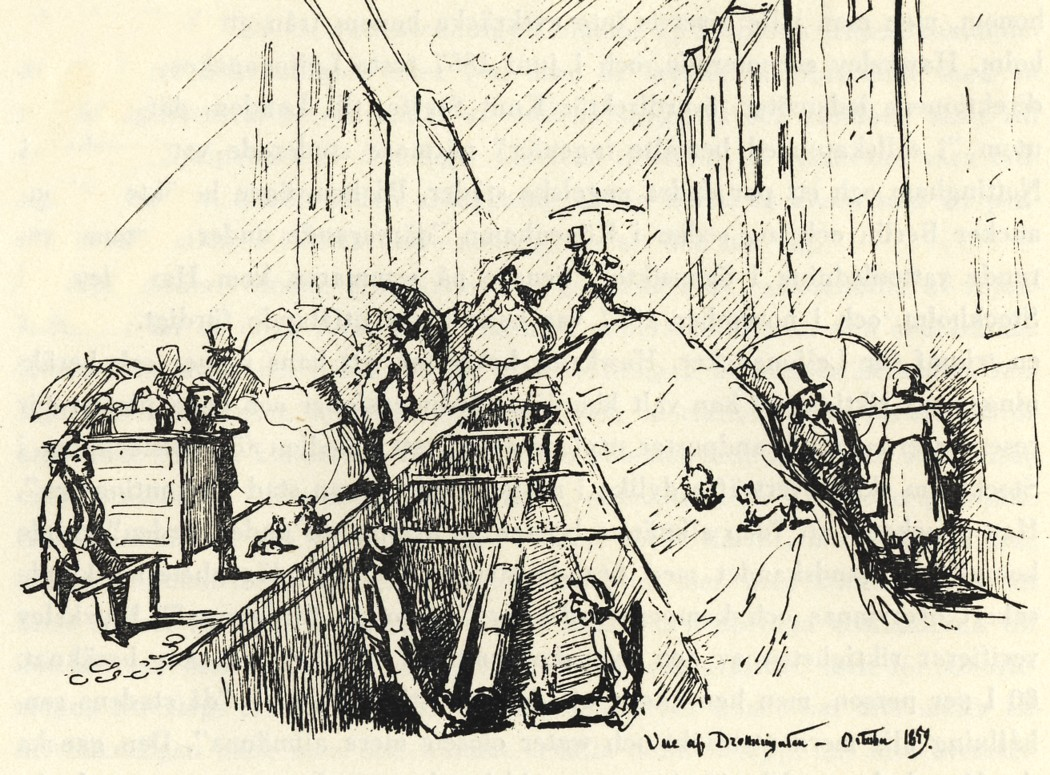
Drottninggatan år 1859.
Karikatyr av C. Thulstrup.

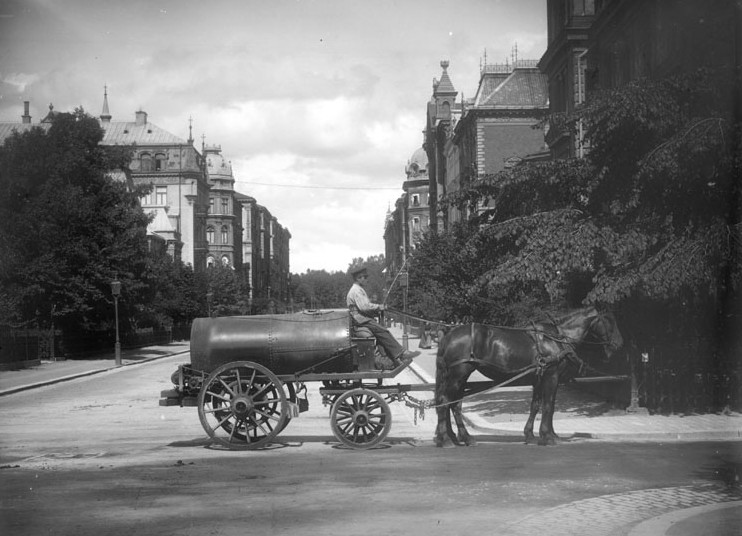
Vattentransport anno 1896.

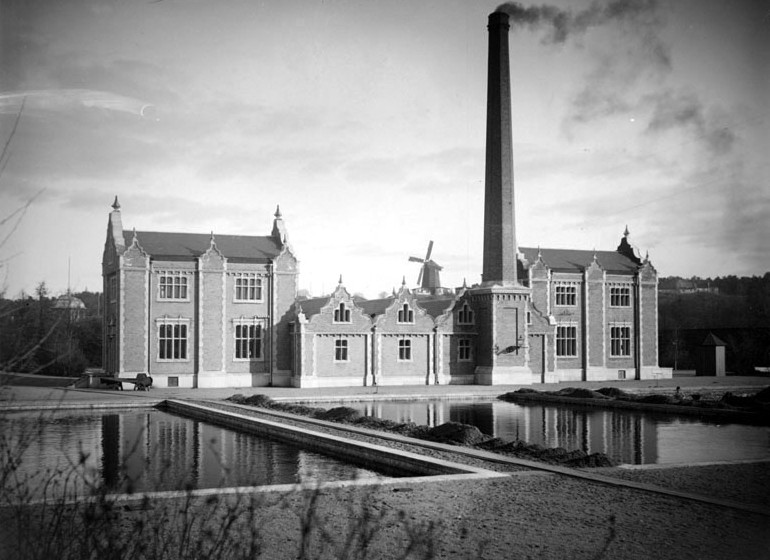
Eriksdalsverket 1890.

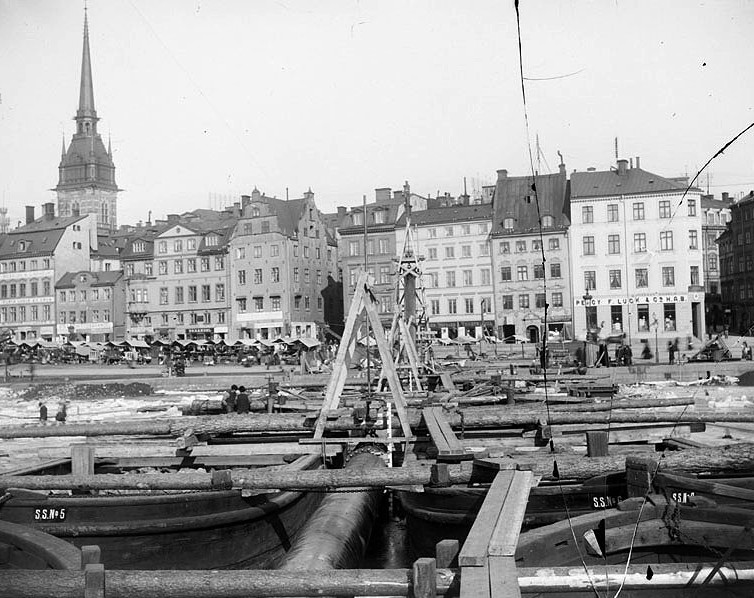
Läggning av vattenledning vid Kornhamns torg 1899.

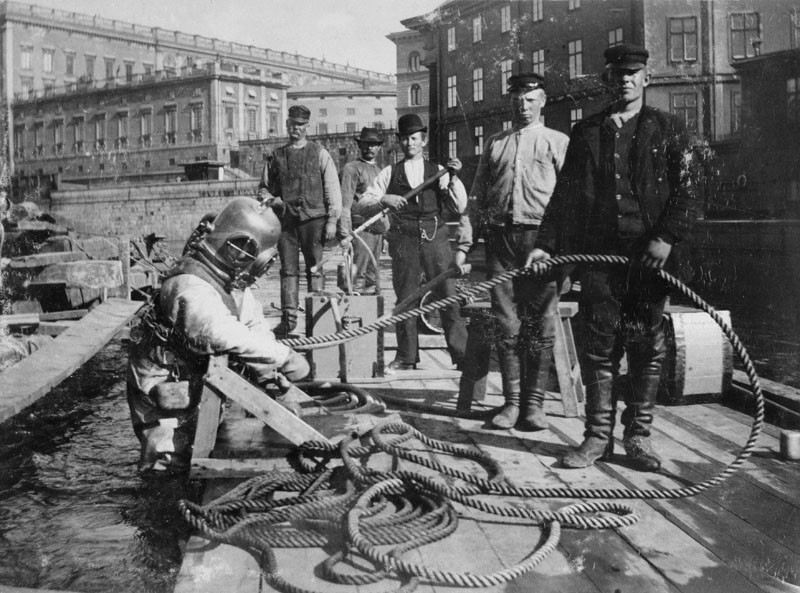
Läggning av vattenledning vid Norrbro 1899.

Vattnet i Fatburen var rent till en början och planer fanns att dra en vattenledning därifrån till Stockholms slott 1645, men det blev aldrig av. På 1640-talet sjönk vattnet i sjön, antagligen beroende på att Stora Göthe gatans (senare Götgatan) sträckning ändrades från att tidigare ha gått i en sväng runt sjön. Efter torrläggningen förvandlades sjön mer eller mindre till ett träsk som började växa igen. I Fatburssjön hamnade också det mesta av invånarnas sopor och latriner.
År 1620 framlade pumpmakaren Johan von Massberg ett förslag att förse hela staden med vatten från ledningar av trärör, lagda i gator och gränder. Vattnet skulle hämtas från Norrström och ett pumpverk skulle anordnas vid dagens Mariatorget. Med ett startkapital på 3000 riksdaler satte man igång, men arbetet gick långsamt och redan 1631 avbröts projektet. Problem med läckande och sönderfrusna ledningar kunde inte bemästras.
Den första vattenledningen i Stockholm byggdes 1694 på initiativ av Johan Hårleman. Vattenledningen var inte tänkt att försörja stadens befolkning, utan vattnet skulle ledas från Träsksjön mot en kunglig lustträdgård (nuvarande Kungsträdgården) och dess fontäner. Ett kopparstick från år 1700 visar visserligen en sprutande fontän i Kungsträdgården, men om det verkligen såg ut så är oklart. Det blev många reparationer och besvärliga grävningar. Ledningen konstruerades av genomborrade stockar, men skarvarna läckte alltför mycket och man lyckades inte bemästra den tekniska aspekten med att pumpa upp de vattenmängder som krävdes. Vid gatuarbeten har dessa enkla rör påträffats, och delar av dem förvaras på Stockholms stadsmuseum.
Inte förrän koleraåret 1850 kom debatten om behovet av vattenförsörjning igång på allvar. De brunnar som grävts skulle inte komma att räcka i längden. Dessutom började vattnets kvalitet bli allt sämre. De närbelägna soptipparna och alla de nergrävda kropparna efter dem som dött av sjukdomar som pesten och koleran bidrog till föroreningen. 

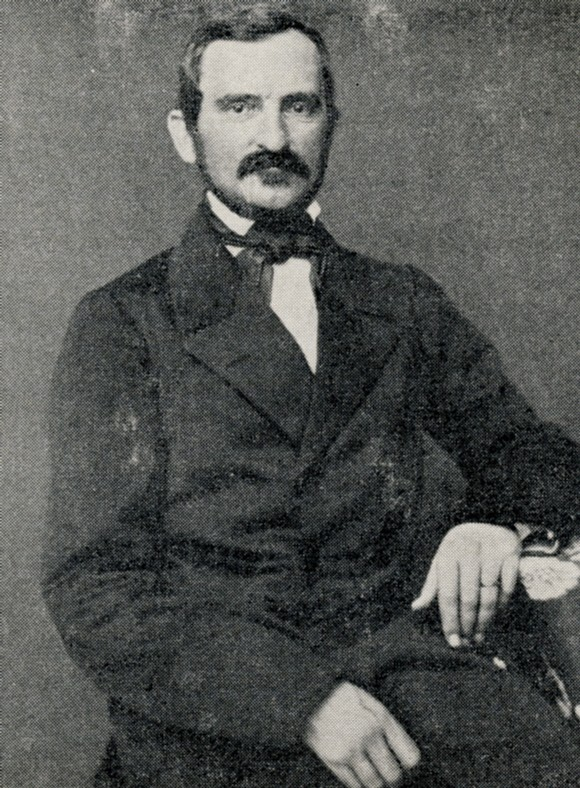
F. W. Leijonancker.

År 1853 presenterade kaptenen i väg- och vattenbyggnadskåren F. W. Leijonancker på dåvarande överståthållaren Jacob Hamiltons uppdrag ett komplett förslag till vattenledningar i Stockholm. Förslaget innehöll rörnät, pumpar, filter, bassänger och reservoarer, även driftkostnad samt förslag till vattentaxa, där avgiften var satt per familj och i relation till familjeförsörjarens inkomst. Leijonancker menade att det var självklart att staden borde både utföra och äga vattenförsörjningsanläggningarna. Leijonancker hade varit på en tre månaders studieresa i London och studerat vattenförsörjningen där. London gällde som föregångsstad beträffande vattenledningsprojekt. Staden hade redan 1285 sin första vattenledning, en 12 tums blypipa, och under 1600-talet hade London ett flertal vattenledningar.
I motsats till London fick Leijonancker ta hänsyn till det kalla klimatet och ledningarna måste förläggas på frostfritt djup, vilket fördyrade projektet. Han hade beräknat dygnskonsumtionen till 80 liter per person, men menade att "den bör stiga till 90 liter, då stadens renhållning blir mera utsträckt och water closets mera allmänna" (på 1910-talet var förbrukningen 50 liter per person och 2002 var förbrukningen 200 liter per person).
Vid den här tiden bodde 92 000 invånare i Stockholm, som var en av Europas osundaste städer. Dödligheten var mycket hög, även i jämförelse med andra europeiska storstäder. Det var den sanitära situationen som var mycket otillfredsställande vid 1800-talets mitt. Ännu på 1850-talet dog vart tredje barn före ett års ålder. Medellivslängden i Stockholm var endast 42 år för män och 46 år för kvinnor (SCB Medellivslängd i Sverige 1751-2018). 
Sommaren 1858 sattes arbeten igång med Leijonancker som huvudingenjör och ungefär samtidigt grundades Stockholms vattenledningsverk (idag Stockholm Vatten).  Efter tre års arbete invigdes 1861 stadens första vattenverk, Skanstullsverket vid Årstaviken under närvaro av kung Karl XV med följe. På Götgatan fick de bevittna en provsprutning från en brandpost. "Det var med känsla av stor tillfredsställelse man här betraktade den oavbrutet flödande vattenstrålen." Som tack för sin insats erhöll Leijonacker en gratifikation på 10 000 riksdaler.
De första ledningarna som lades ut gick förutom i Götgatan även längs Slussen, Stora Nygatan, Norrbro, fram till Drottninggatan, Regeringsgatan och till Gustav Adolfs torg. Det nätet var ungefär 30 kilometer långt. I 1861 års distributionssystem ingick ett antal vattenreservoarer, en fanns nersprängd i Årstalunden, där Södersjukhuset nu ligger. Vidare fanns det vattentorn på Observatoriekullen på Norrmalm och vid Mosebacke samt vid Stadshagen på Kungsholmen.
Till en början drogs inte några ledningar in till bostädernas kök eller badrum utan till "allmänna hämtningsställen" vid några av stadens gathörn och torg. Den 26 november 1861 gick överståthållaren Jacob Hamilton ut med en kungörelse som förklarade vattentappställens placering och hotade med femton riksdaler böter om någon "...på något sätt åstadkommer ohägen eller skada å de vattenhämtningsställen af ifrågavarande beskaffenhet..."  Vattnet vid dessa hämtställen var utan avgift. En politiker som ömmade stark för bättre hygien var riksdagsledamoten och stadsplaneraren Albert Lindhagen. Han stod bakom förslagen för bland annat nya ordningsstadgan och hälsovårdsstadgan i rikets städer.
Så småningom förlades ledningar även in till bostäderna. Dessa så kallade service-rör (servisledningar) var huvudsakligen av bly. Blyrör var lätta att böja och risken med blyförgiftning "visat sig ogrundat", som Leijonancker rapporterade i en beskrivning av ledningssystemet. Man hade även experimenterat med ledningar av guttaperka (ett gummiliknande material) och med ledningar av glas. Ett ypperligt ämne, menade Leijonancker, "...men har visat sig ej motstå skakningen på gatorna". Vid tiden för "Allmänna konst- och industriutställningen” 1897 täckte distributionsnätet Norrmalm och Östermalm samt större delen av Södermalm.
Det fanns även en annan sorts vattentransporter. När varmbad under 1800-talet började bli populära kunde stockholmarna beställa hem sådana. Malmtorgsbadet från 1868 var det första som tillhandahöll sådana bad i hemmen. Med häst och vagn forslades varmvatten i träbadkar hem till kunden.
År 1906 kunde Stockholms vattenledningsverk tillsammans med Stockholms gasverk flytta in i sin nya fastighet Öskaret 1 vid Torsgatan 26. Byggnaden hade ritats av arkitekterna Ferdinand Boberg och Gustaf de Frumerie. I byggnaden hade Stockholm Vatten sitt huvudkontor ända till 2016, då de flyttade till Ulvsunda.
Snart skulle Skanstullsverket inte räcka till för all vattenkonsumtion, och intill den gamla anläggningen byggdes Eriksdalsverket som stod klart för drift 1884. På gamla fotografier syns Eriksdalsverkets höga skorsten som släppte ut svart rök från ångpannan som drev verkets ångpumpar. Hälsan hos invånarna förbättrades i takt med att det rena friska vattnet i de nya vattenledningarna fick spridning i staden, men långt in på 1890-talet transporterade man fortfarande vatten med häst och vagn. 1890 började vattenledningsverket söka efter en ny råvattentäkt eftersom Årstavikens vatten inte längre dög, på grund av den tilltagande nedsmutsningen från staden. Norsborg och Bornsjön i Botkyrka cirka 25 km söder om Stockholm blev de nya vattentäkterna. Bornsjön hade ett särdeles gott vatten, och där fanns även en grusås med grundvattentillgångar. Ytvattnet i Mälaren kunde också användas som reserv.

### Norsborgs vattenverk,  Lovö vattenverk och Bornsjön

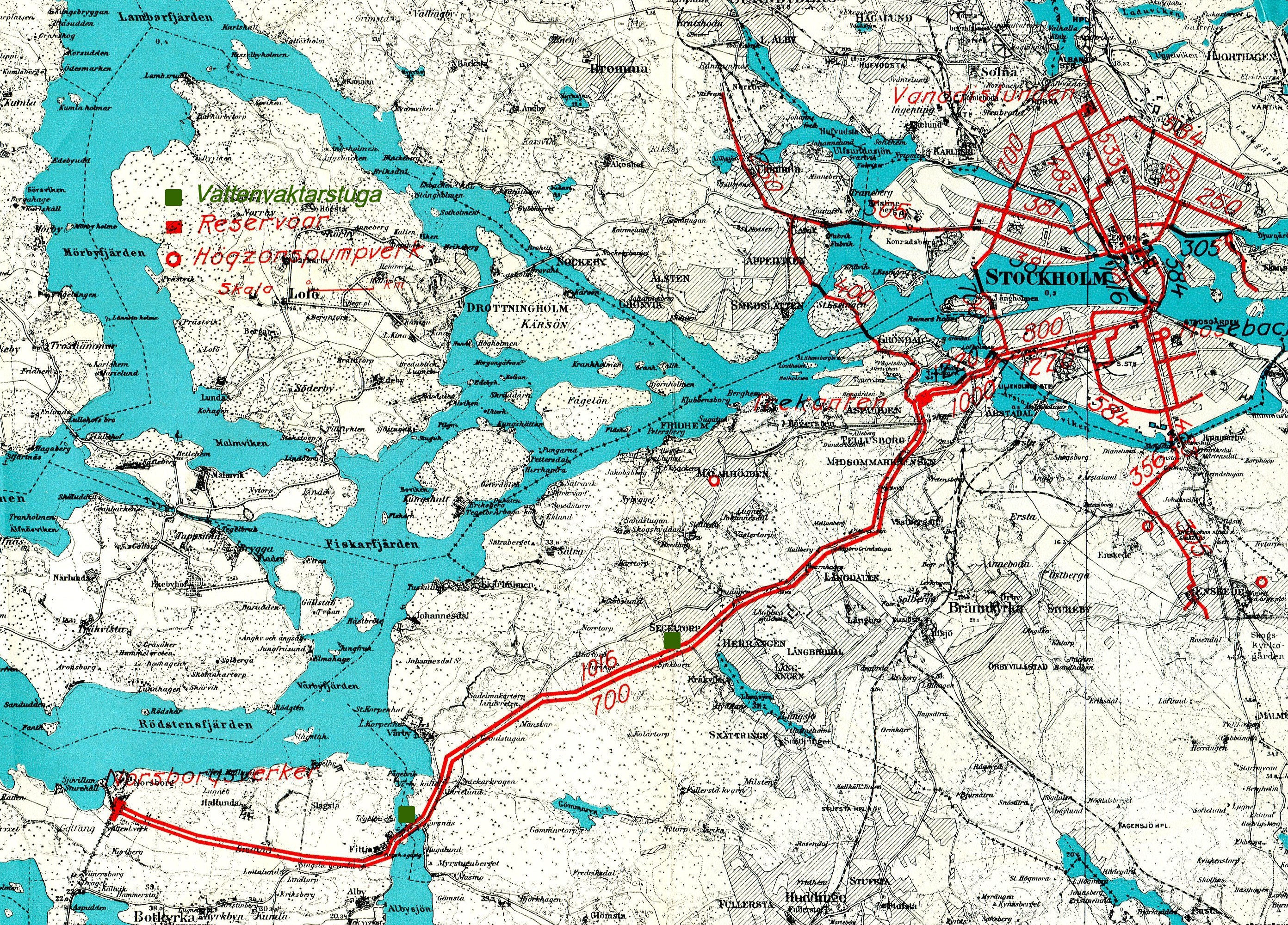
Stockholms vattenledningsnät på 1920-talet.

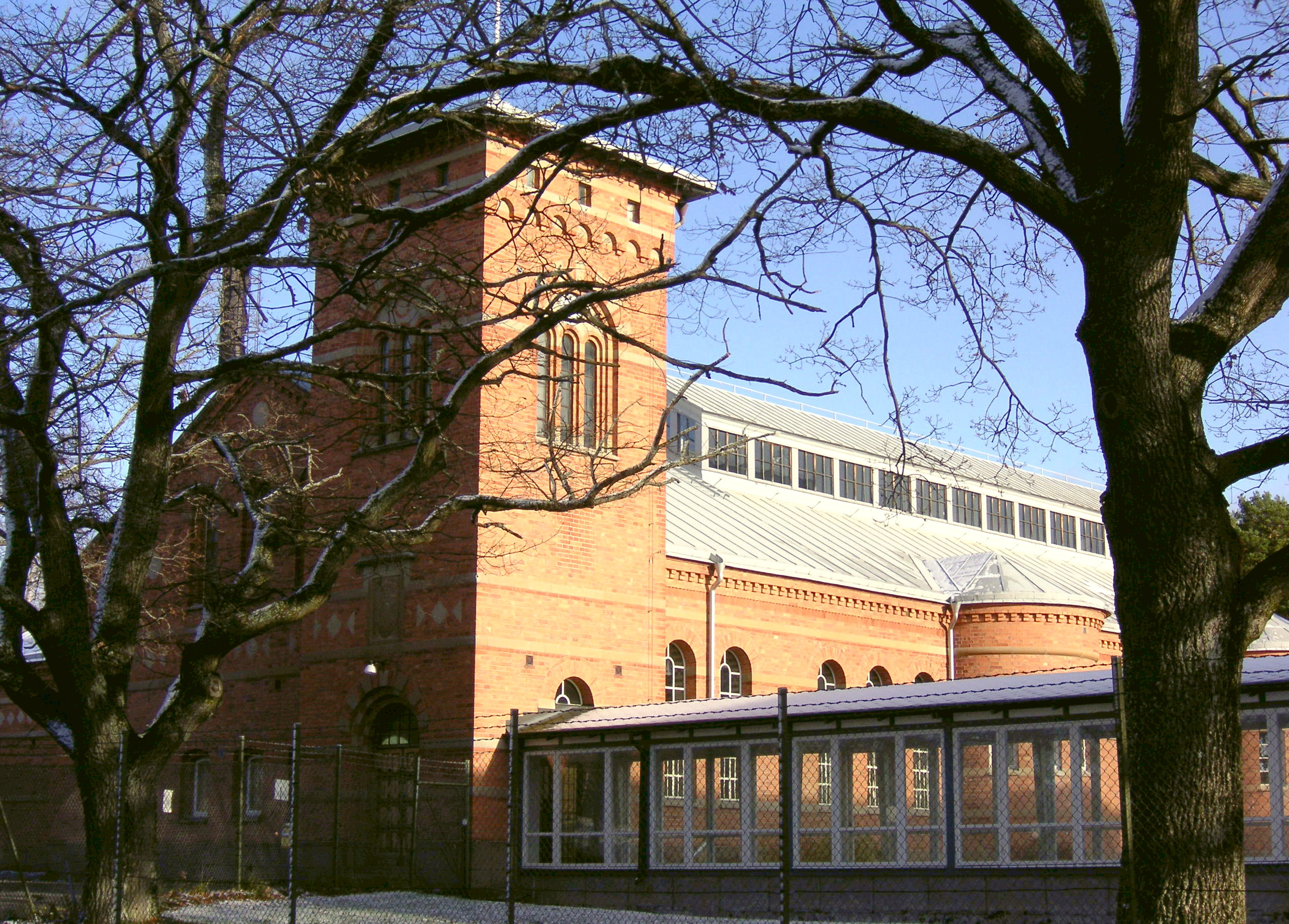
Norsborgs vattenverk 2007.

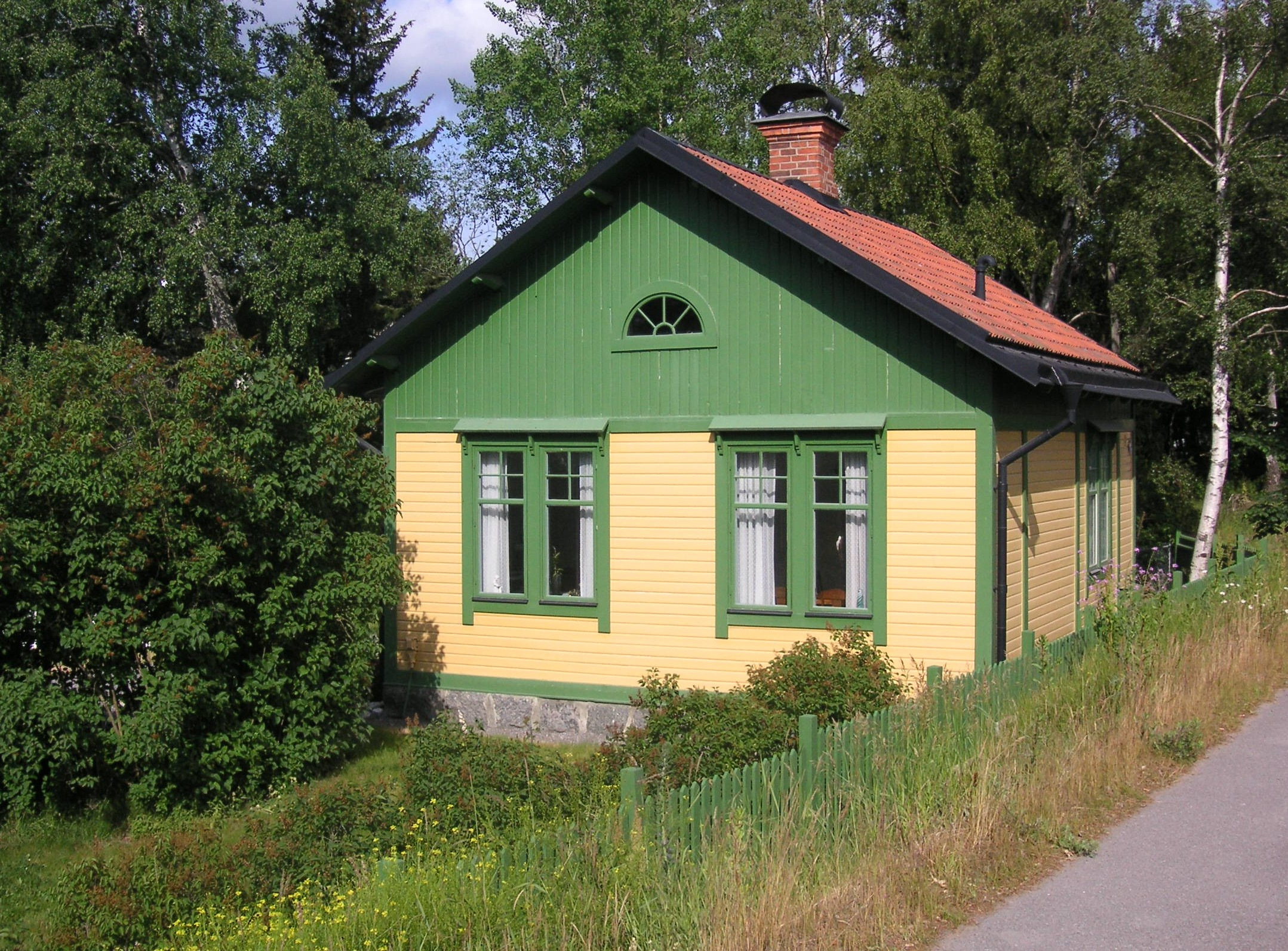
Vattenvaktarstugan i Segeltorp 2008.

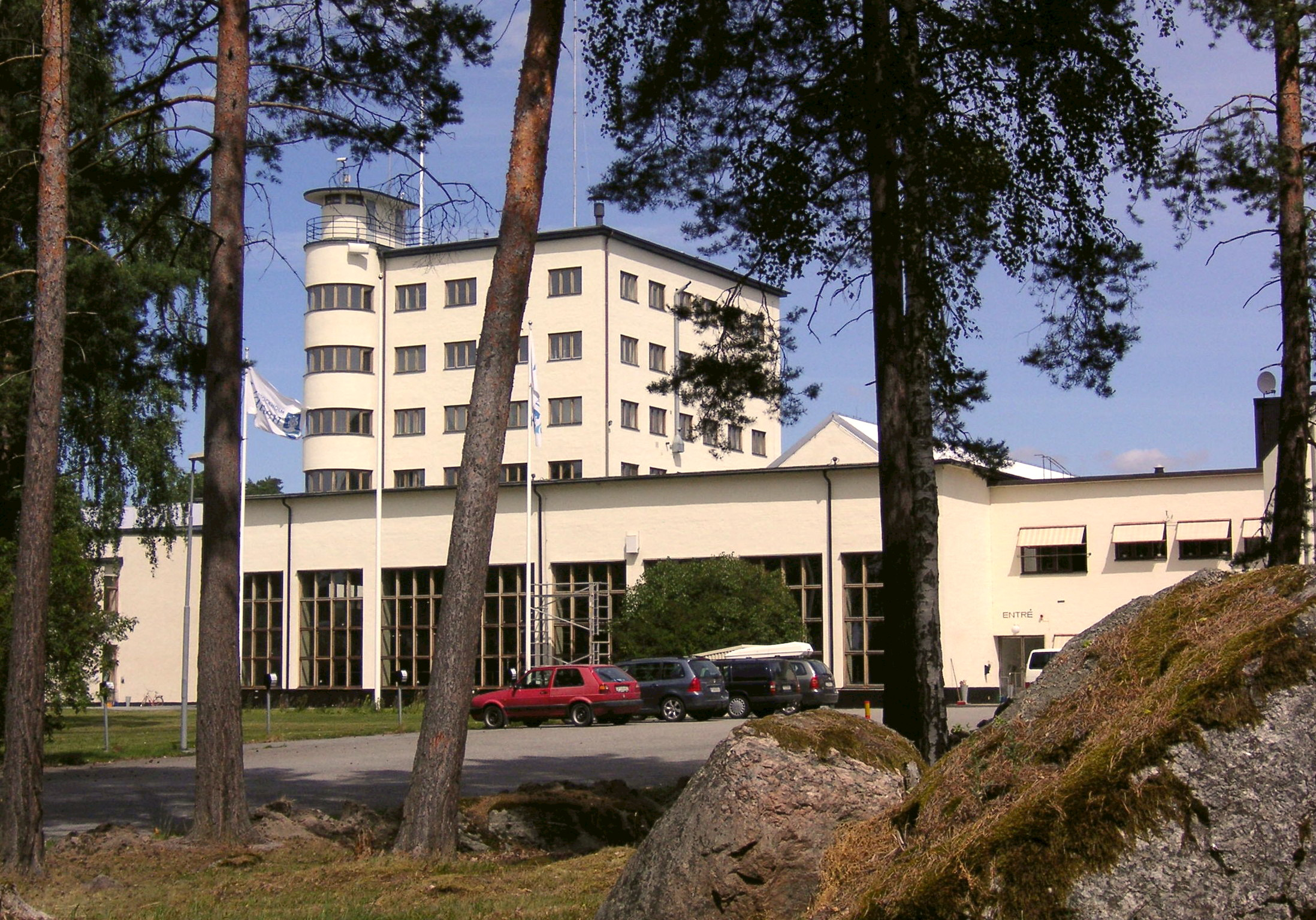
Lovö vattenverk 2008.

År 1904 invigde kung Oscar II det västra verket i Norsborg, arkitekt var Erik Josephson. Man tog då vattnet från Bornsjön, som staden hade köpt kring sekelskiftet 1900, och från närliggande grundvattenbrunnar. Arbeten med huvudledningen från Norsborg började 1902 och avslutades 1904. Ledningen var av gjutjärn och hade en diameter på över en meter. Den kompletterades några år senare med ytterligare en ledning med en dimension på 700 millimeter. Ledningarna drogs förbi Botkyrka kyrka och Fittja vid gamla Fittja bro, genom Segeltorp, Herrängen och Midsommarkransen till Nybohovs vattenreservoar vid sjön Trekanten i Gröndal, en sträcka på cirka 20 km (se Huvudvattenledning Norsborg-Stockholm).
Längs vägen fanns flera kontrollstationer med pumpverk som vid Fittja bro och vid Häradsvägen i Segeltorp. Vid Fittja bro och Häradsvägen låg även två vattenvaktarstugor, husen var personalbostad för vattenledningsvakten och finns ännu kvar. Stugan i Segeltorp, ett litet gulmålat hus, använder Segeltorps Kulturförening för egna möten, medan det vid Fittja bro är privatbostad. Mellan 1910 och 1923 byggdes Norsborgs vattenverk ut och man började ta vattnet från Mälaren, som nu är den helt dominerande råvattenkällan.
Nya Norsborgsverket och gamla Årstaverket kördes parallellt till 1923. Sedan revs de flesta av byggnaderna vid Årstaviken, utom bassängerna som senare användes som fritidsbad och blev början till Eriksdalsbadet. När Eriksdalsverket stängdes 1923 började man ta råvattnet till Norsborgsverket från Rödstensfjärden i Östra Mälaren.

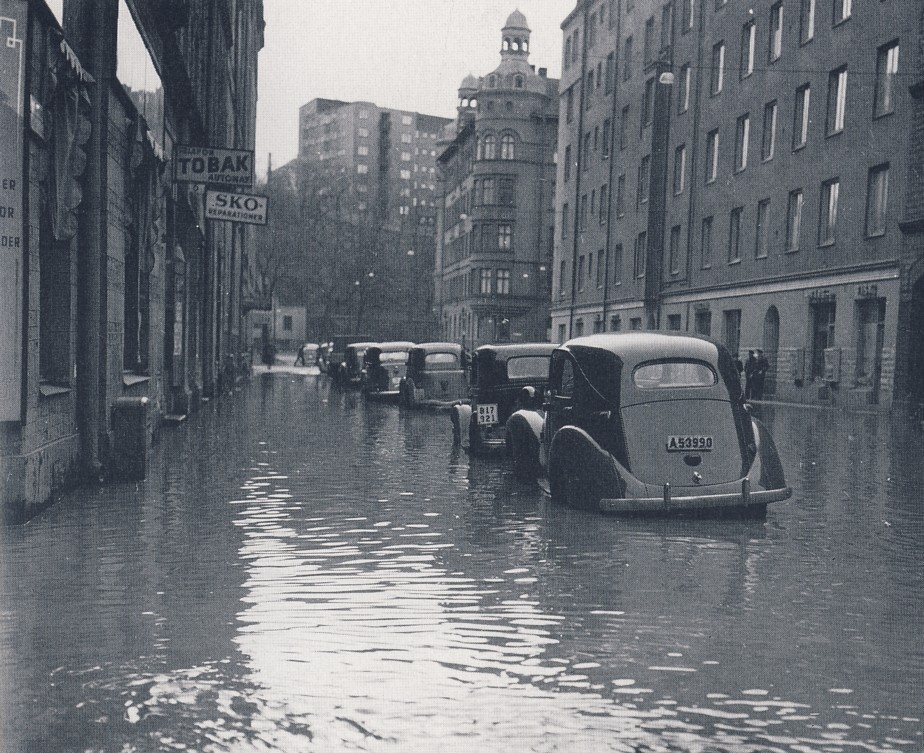
4 april 1954; läckan i Vanadislundsreservoaren.

Vanadislundsreservoaren byggdes under åren 1913–1918 och hade ritats av arkitekt Gustaf Améen. Redan 1879 uppfördes här en vattenreservoar innan den nuvarande byggdes, den nya bassängen placerades på betongpelare inuti den gamla och fick en volym på 8 100 kubikmeter. På 1910-talet hade trycket i den gamla bassängen blivit otillräckligt med hänsyn till nya bostadsområden i de högre belägna delarna av Norr- och Östermalm. Ibland var trycket så dåligt att de övre våningarna inte fick något vatten alls.
Den 4 april 1954 sprang Vanadislundsreservoaren läck och åtta miljoner liter vatten forsade ut i kvarteren kring Roslagstull. Olyckshändelsen gav stora tidningsrubriker: "Syndafloden från Vanadis vattentorn...Butiker och källare vattenskadades...Trafiken på gatorna i närheten stoppades...Många bilar stod under vatten upp till underredet...Febriga småbarn räddade via stegar..." (ett barnhem hade berörts av översvämningen). Det var inte själva reservoaren som läckte utan det var en huvudventil under reservoaren som hade brustit.
På 1930-talet byggdes Lovö vattenverk för att möta den större vattenförbrukningen i staden och för försörjningen av de norra och nordvästliga nya stadsdelarna som Norra- och Södra Ängby och senare Blackeberg, Grimsta, Vällingby och Hässelby. Verket byggdes efter arkitekt Paul Hedqvists ritningar i en stram funktionalistiskt byggnadsstil, och invigdes 1933 av kung Gustaf V. I samband med Lovöverket tillkom även Uggleviksreservoaren i Lill-Jansskogen. Det är en imponerande betongkonstruktion på 64 höga betongpelare. Anläggningen är i bruk än idag; det är en av Stockholms större reservoarer med en volym av 18 000 kubikmeter. Även den ritades av Paul Hedqvist.
Från Lovö vattenverk drogs till en början två grova stålledningar via Drottningholm, Kärsön, längs Drottningholmsvägen till Brommaplan och senare en tredje ledning med en dimension av 1 000 millimeter på en nordligare sträckning till de nya utvecklingsområden Hässelby, Vällingby, Grimsta och Blackeberg.

### Reservoarer och tryckökning

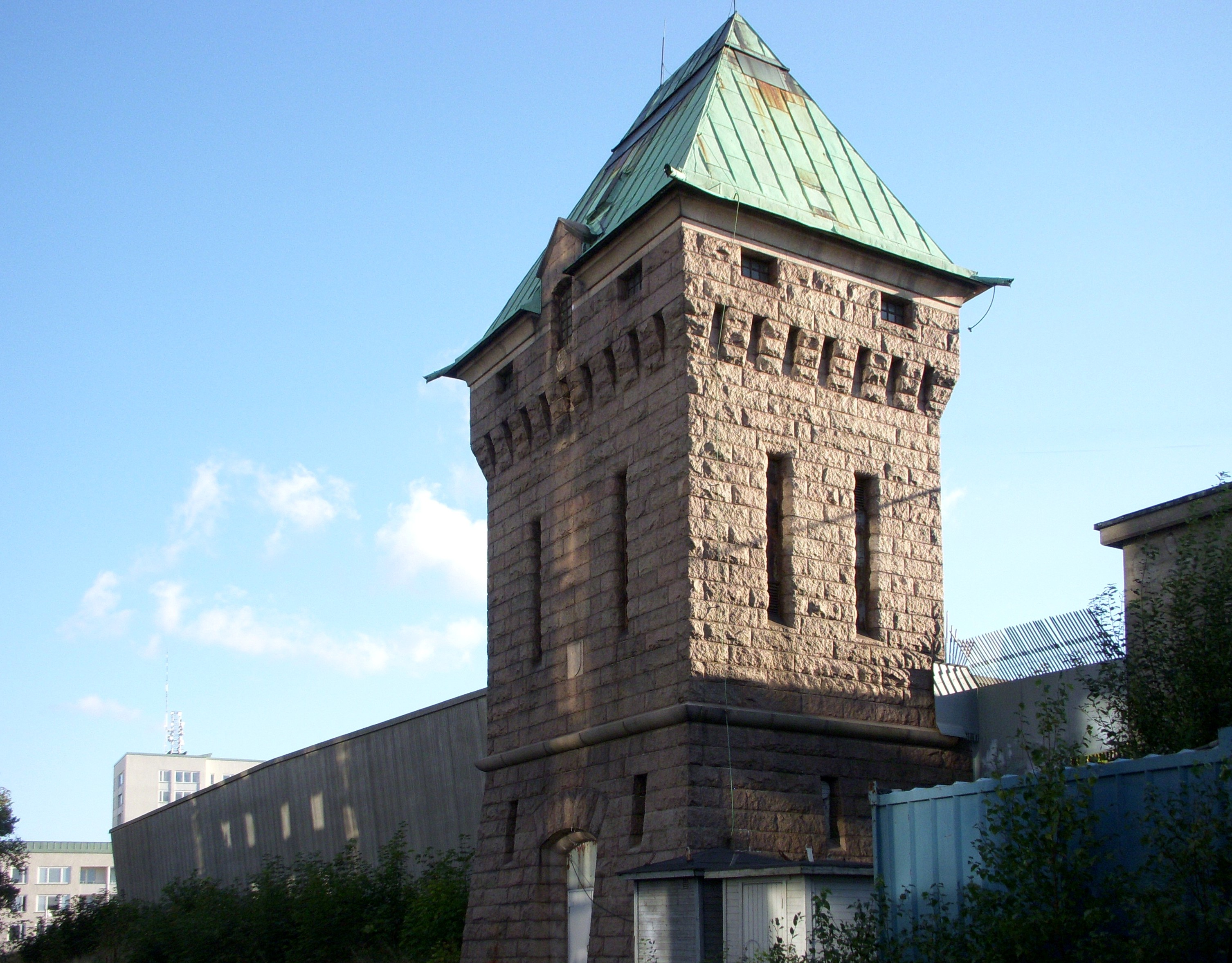
Nybohovs vattenreservoar, gamla pumptornet för "Trekantsreservoaren".

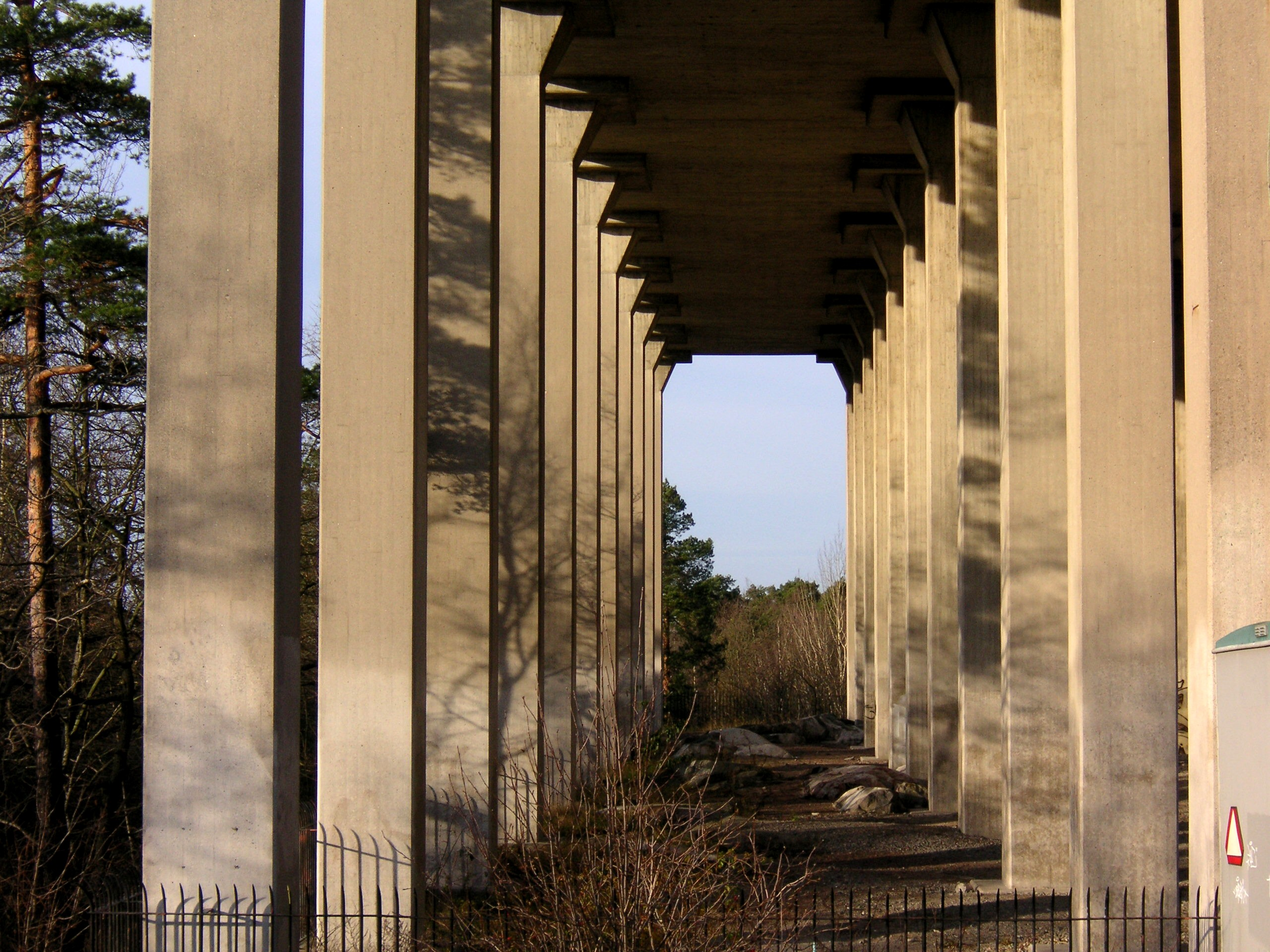
Uggleviksreservoaren.

För att distribuera dricksvattnet i staden med jämnt tryck vid en varierande vattenanvändning använder man reservoarer och tryckökningsstationer. Dessa är placerade på strategiska platser runt om i staden.
Den första av Stockholms reservoarer låg i Årstalunden (där Södersjukhuset nu ligger). Reservoaren hade en volym av 5000 m3 och var klar 1860.
Nästa reservoar, även den i Årstalunden, rymde 6000 m3. Sedan byggdes Vanadislundsreservoaren i Vanadislunden 1879 med 5000 m3, Stadshagen 4000 m3 och högzonsanläggningen Mosebacke vattentorn vid Mosebacke, ritat av Ferdinand Boberg. Vanadislundens reservoar fick man bygga om efter drygt 30 år, nu med volymen 8000 m3.
Nybohovs vattenreservoar är en stor markplacerad reservoar som uppfördes på berget "Utsigten" ovanför sjön Trekanten i Gröndal. Nybohovs vattenreservoar var och är slutpunkten för den långa vattenledningen från Norsborgs vattenverk in till Stockholm. Reservoaren rymmer 18000 m3, och man sprängde ut för ytterligare en lika stor behållare. Den gamla reservoaren revs 1963. Ytterligare reservoarer har sedan byggts.
I samband med Lovöverket tillkom även 1933 Uggleviksreservoaren i Lill-Jansskogen, en enorm betongbyggnad gestaltad av arkitekt Paul Hedqvist.
| Vattenreservoarer              | Vattenreservoarer | Vattenreservoarer |
| ------------------------------ | ----------------- | ----------------- |
| Reservoar                      | Volym m3          | Bräddnivå         |
| Högdalsreservoaren             | 11 000            | 104,20            |
| Kampementsbacken               | 17 100            | 29,00             |
| Sätra vattentorn               | 9 500             | 108,10            |
| Tallkrogens vattenreservoar    | 35 100            | 61,05             |
| Tensta vattentorn              | 18 800            | 66,10             |
| Trekantsreservoaren            | 72 200            | 63,15             |
| Uggleviksreservoaren           | 18 000            | 57,22             |
| Vanadislundens vattenreservoar | 8 100             | 56,15             |

Antalet tryckökningsstationer uppgår till ett 40-tal.

### Vattenproduktion och användning
Nedanstående uppgifter om produktion och användning av vatten är från år 2002, och bygger på siffror från SCB och Stockholm Vatten.

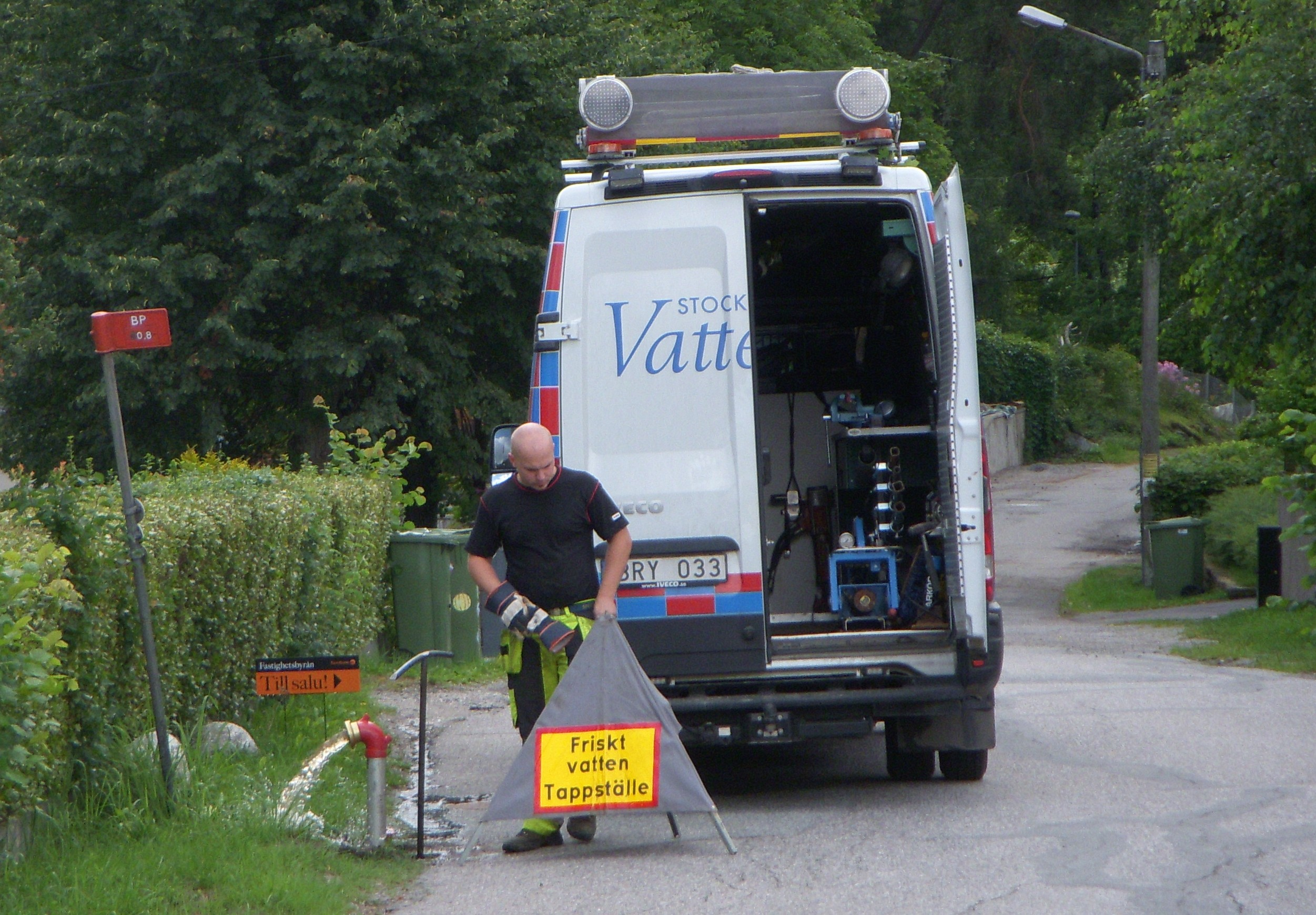
En av Stockholm Vattens servicebilar vid uppsättning av provisoriskt dricksvattentappställe.

| Produktion                                       | Produktion |
| ------------------------------------------------ | ---------- |
| Ledningsnät (i Stockholms och Huddinge kommuner) | 2 100 km   |
| Dygnsproduktion                                  | 350 000 m³ |
| Pumpstationer                                    | 58 st      |
| Vattenreservoarer                                | 11 st      |
| Vattenanvändning per person och dygn             |            |
| Tvätt                                            | 30 liter   |
| Disk                                             | 40 liter   |
| Personlig hygien                                 | 60 liter   |
| Mat och dryck                                    | 10 liter   |
| WC                                               | 40 liter   |
| Städ och biltvätt                                | 20 liter   |
| Totalt                                           | 200 liter  |

### Vattenskyddsområden Bornsjön och Östra Mälaren

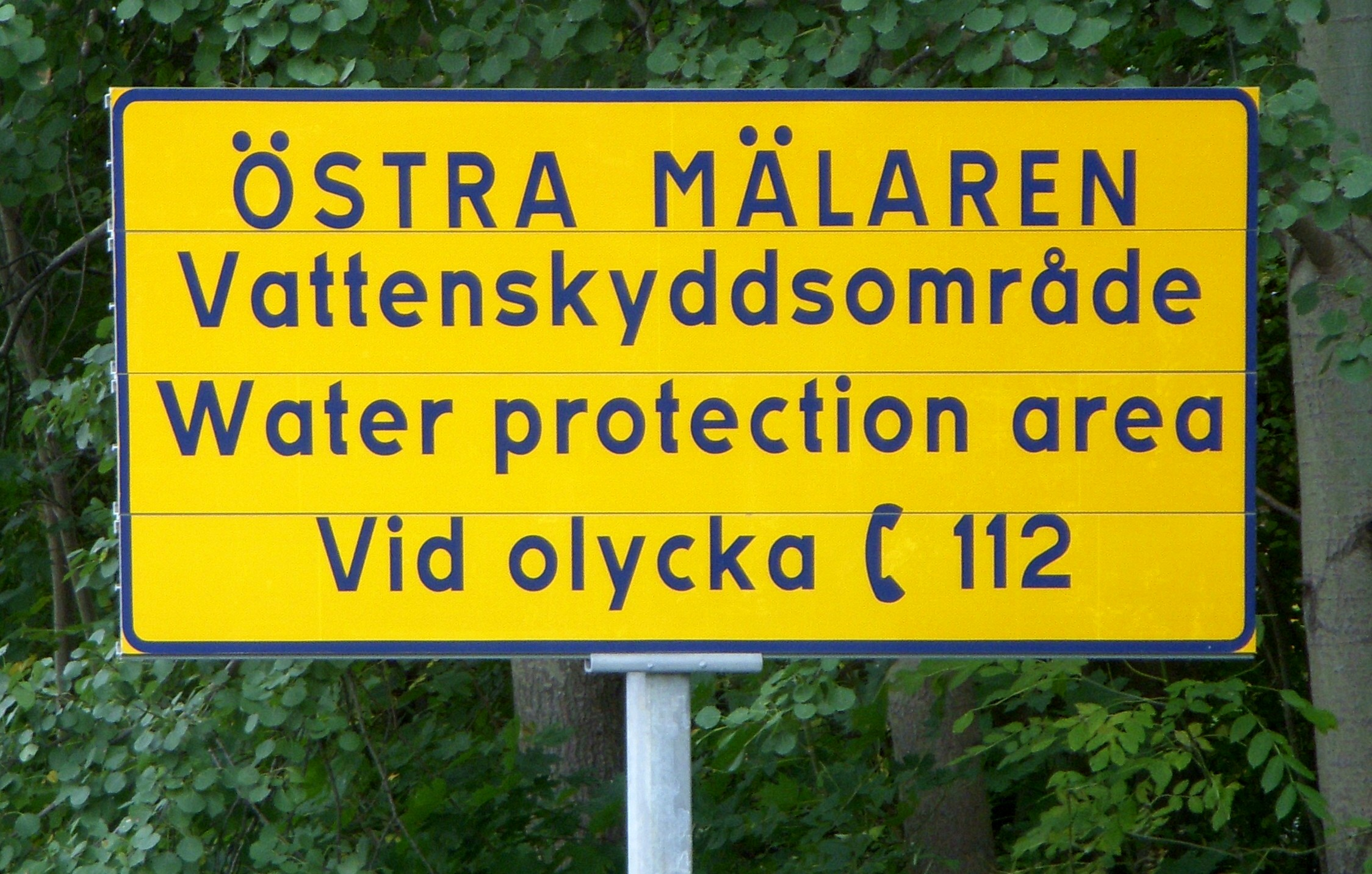
Skylt vid Fittja.

Idag är området runt sjön Bornsjön ett vattenskyddsområde och naturreservat, och sjön är Stockholms reservvattentäkt. Stockholm Vatten och Avfall ser sjön som en långsiktig och trygg försäkran av bra råvatten och som en reserv kan Stockholm försörjas under några månader med rent vatten ifall Mälaren skulle förorenas. Marken är fridlyst och skötseln utförs idag av Stockholm Vatten och Avfall. Det råder bad- och fiskeförbud i sjön och på vintern får man inte beträda isen.
Dåvarande Stockholm Vatten ansökte i början av 2000-talet tillsammans med Norrvatten och Ekerö kommun om att få Östra Mälaren klassat som vattenskyddsområde. Den 25 november 2008 beslutade Länsstyrelsen i Stockholms län att inrätta ett nytt vattenskyddsområde i Östra Mälaren. Östra Mälarens vattenskyddsområde för den sekundära skyddszonen består av landområden inom vilket det sker en direkt avrinning mot Östra Mälaren eller där dagvatten naturligt eller via avloppsledningar förs in i Östra Mälaren. Den sekundära skyddszonen sträcker sig från Upplands-Bro i norr till Botkyrka kommun och Salems kommun i söder samt innehåller stora delar av Ekerö kommun
(se Östra Mälarens vattenskyddsområde).

## Avlopp

### Diken, rännstenar och förorenade vattendrag

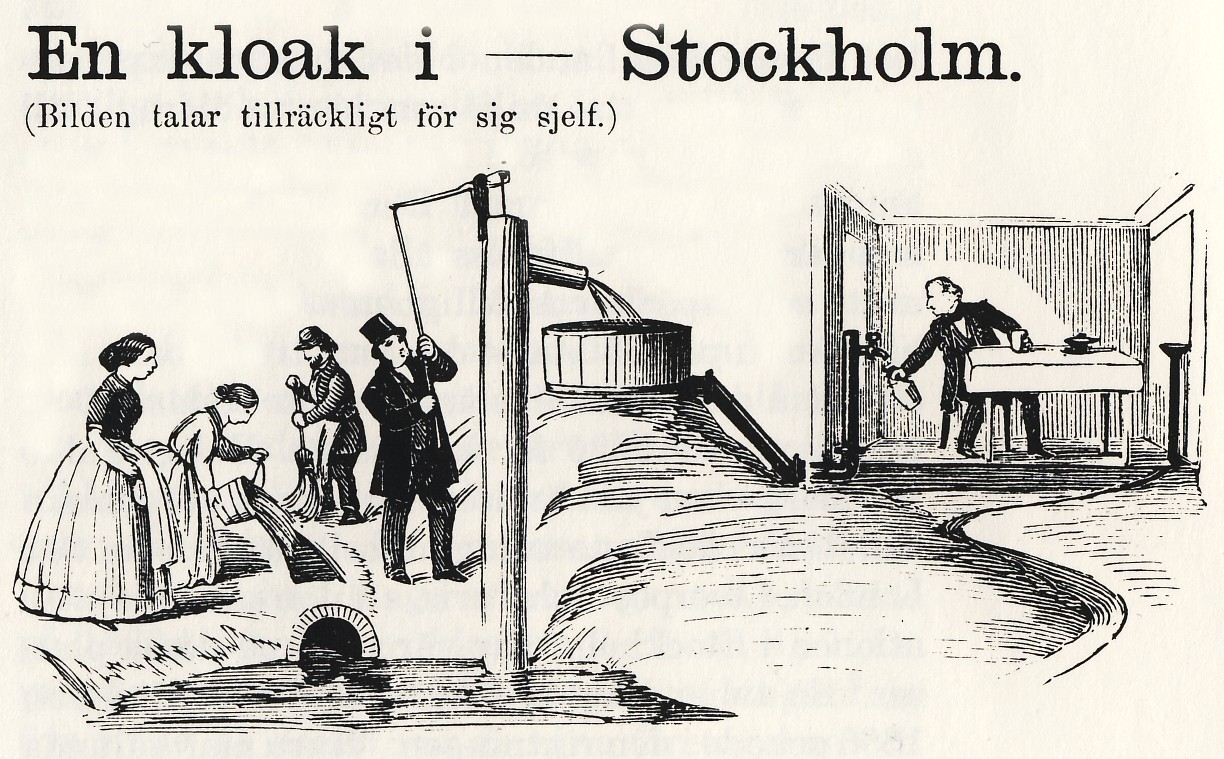
"Stockholm - en kloak", karikatyr i Söndags-Nisse 1866.

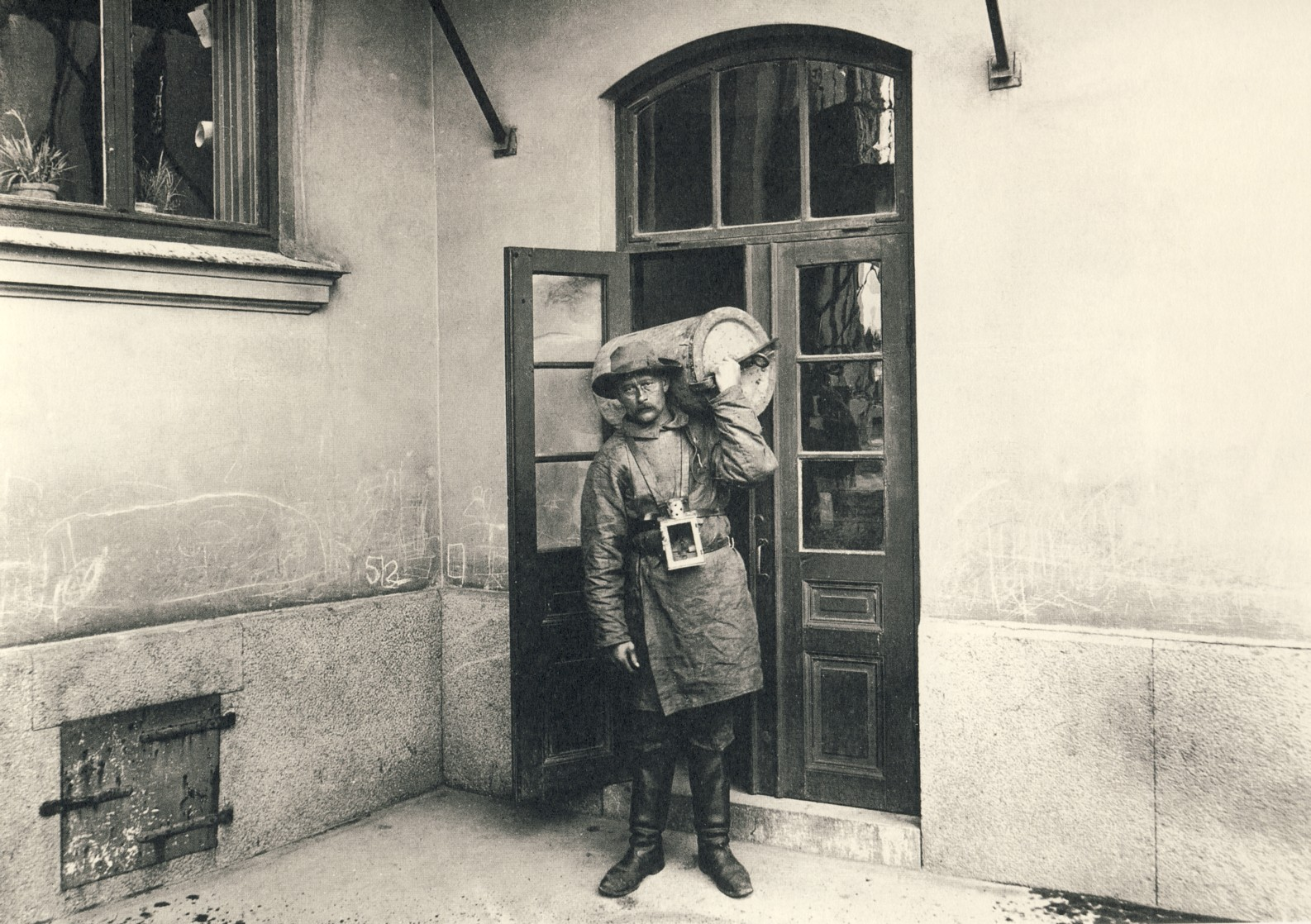
Latrinhämtare i Stockholm 1900.

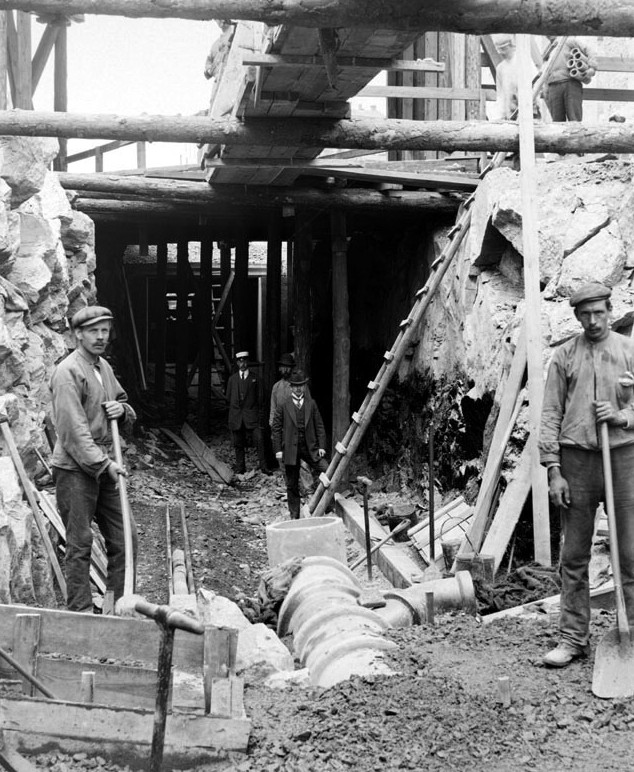
Läggning av avloppsrör på Kungsgatan 1909.

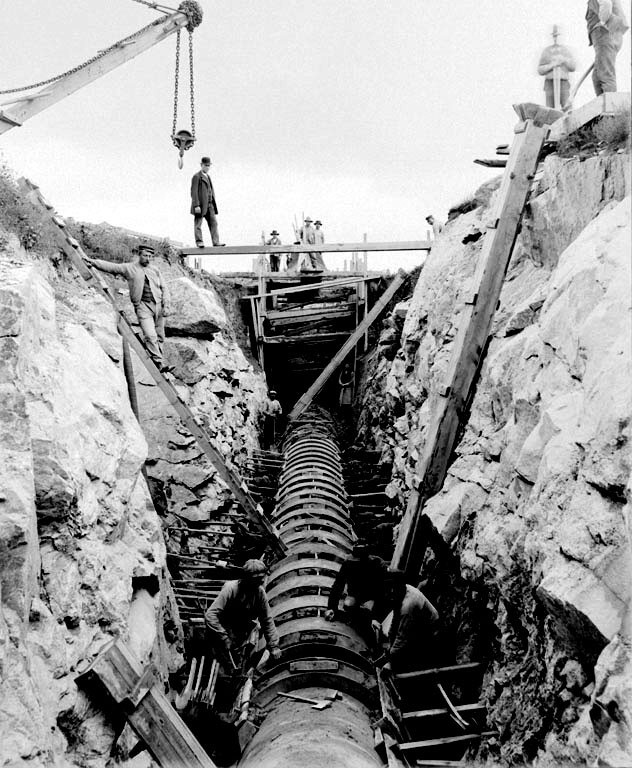
Läggning av avloppsrör på Östermalm 1913.

Att det var möjligt att bli av med smutsvatten i en tätbebyggd stad utan avloppssystem har man idag svårt att föreställa sig, men så var det i Stockholm ända fram till 1870-talet. Innan dess hälldes förorenat smutsvatten ut i diken och rännstenar och fick avrinna till närmaste vattendrag. Dikena kläddes in med sten eller plank och täcktes på vissa håll över med träluckor och gick under benämningen ”skvalbänkar”. En av de mer kända gick längs Tunnelgatan (nuvarande Olof Palmes gata) ned till Barnhusviken, gatan hette då också följdriktigt ”Skvalbänksgatan”.
Sjöar som Fatburen och Brunnsviken hade till en början bra vatten, men Fatburen blev med åren en stinkande sjö och fylldes igen 1858. Även Brunnsvikens vatten liknade alltmer ett avloppsdike. För att råda bot på det sprängdes 1863 en kanal, Ålkistan, för att återskapa en förbindelse med Östersjön.
Medan vattenförsörjningen med ledningar kom igång 1861, väntade man med att införa ett större nät med avloppstrummor. Att bygga avloppsledningar krävde dessutom en annan teknik. Avloppsledningar och tunnlar är betydligt grövre och måste ha självfall. De få ledningar som fanns släppte avloppsvattnet orenat ut i vattendrag runt staden. Under sommarmånaderna var stanken så olidlig att de Stockholmare som kunde började flytta ut en bit från staden. 1868 infördes de rättsliga bestämmelserna om vattenföroreningar. Man ville få ordning på de problem med avloppet och avfallet som fanns i rikets städer.

### Avloppsledningar och reningsverk
1872 hade ett fåtal avloppstrummor grävts. De gick från Stureplan mot Kungsträdgården vid Strömmen och en till Klara sjö. Strax innan sekelskiftet 1900 kom de första vattenklosetterna i bruk, men det var förbjudet att använda vatten från vattenledningarna till spolning då man var rädd att vattnet inte skulle räcka till. Förbuden började släppa efter 1909 och vattentoaletterna blev allt vanligare. Men fortfarande långt in på 1940-talet hämtade latrinmannen latrintunnorna i bostadshusens trappuppgångar och på bakgårdarna. Ända in på 1950-talet var torrdassen vanliga i de äldre byggnaderna i Stockholms innerstad. De sista dassen försvann under Norrmalmsregleringen på 1950-talet och upprustningarna under 1960- och 1970-talen.
Efter 1925 grävdes avloppsledningarna ner djupare och utsläppen hamnade en bit under vattenytan i stället för att hamna direkt på vattenytan, men det hjälpte inte mycket. Vattnet i exempelvis Riddarfjärden blev allt sämre. 1927 års simtävling; Riddarfjärdssimningen som tidningen DN anordnade var den sista och det skulle dröja över 50 år innan tävlingarna började igen. Tävlingen ställdes in eftersom det var förknippat med hälsofara att simma i det smutsiga vattnet. 1936 revs det populära Strömbadet delvis beroende på den dåliga vattenkvaliteten i Riddarfjärden. Riddarfjärden kallades Lortfjärden i folkmun Idag kan man bada och fiska igen i Riddarfjärden.
År 1930 blev en omfattande utredning om avloppet i staden klar som kom att kallas "avloppsbibeln". Det var början till ett mera planerat avloppsnät i Stockholm, och avloppsreningsverk började byggas. De nybyggda bostadsområden på Brommalandet fick sitt och stadens första reningsverk i Åkeshov. Innan dess hade orenat smutsvatten släppts ut i Mälaren. Med ett nyuppfört vattenverk på Lovön, som hämtade sitt vatten från just Mälaren, var det en ohållbar lösning. Åkeshovs reningsverk togs i bruk 1934 och hör idag tillsammans med anläggningen i Nockeby till Bromma reningsverk.
Nästa anläggning var Henriksdals reningsverk som invigdes 1941. År 2002 försörjde det 650 000 människor i Stockholms kommun, Huddinge kommun, Haninge kommun, Nacka kommun och Tyresö kommun. Henriksdals reningsverk, som ligger djupt insprängt i Henriksdalsberget är ett av Europas största och modernaste.
År 1950 kom Louddens reningsverk igång. Verket, som numera är nedlagt tog emot vatten från Ladugårdsgärdet, delar av Östermalm, Hjorthagen och en bit av Djurgården. När vattnet var renat skickades det via en tunnel ut i Lilla Värtan. Louddens reningsverk lades ner sommaren 2004. Allt avloppsvatten därifrån leds sedan dess till Henriksdals reningsverk. Stockholm vatten och avfall har planer på att bygga om Louddens nerlagda vattenreningsverk till en biogasanläggning för vete.
1930 års avloppsplan förutsatte att avloppet från de sydvästra delarna av staden skulle lösas med ett särskilt avloppsverk, men under 1940-talet diskuterades som alternativ att pumpa avloppsvattnet till Henriksdalsverket. Frågan blev i brist på idealisk lösning till sist vilande i avvaktan på en större lösning för hela Stockholmsregionen. Ett arbetsutskott tillsattes och en särskilt anlitad sakkunnig förordade ett särskilt reningsverk för de sydvästra delarna. 1956 började så Eolshälls reningsverk vid Mälaren i Hägersten konstrueras och kunde invigas 1961. Verket var byggt för höggradig biologisk rening av avloppsvattnet.
Förutsättningarna för Eolshällsverket ändrades sedan i ett slag på nyåret 1982 då en överenskommelse träffades mellan Stockholms kommun och SYVAB (Sydvästra stockholmsregionens va-verksaktiebolag) om att föra över avloppsvattnet från Eolshällsverket till det nyanlagda Himmerfjärdsverket. Eolshällsverkets mekaniska reningsdel byggdes därför om till ett pumpverk med möjlighet till flödesutjämning vilket kunde invigas i slutet av 1984. Avloppsvattnet kunde sedan pumpas i tryckledning till Bredäng och ledas i självfallstunnel till Segeltorp för att där ansluta till SYVAB:s tunnelsystem som för det vidare till Himmerfjärdsverket i Grödinge.
I Stockholmsområdet finns också Käppalaverket på Lidingö som ingår i Käppalaförbundet. Det bildades 1957 för rening av avloppsvattnet från sina medlemskommuner. Här ingår bland annat Danderyds kommun, Lidingö kommun, Nacka kommun, Solna kommun, Täby kommun och Värmdö kommun.
I samband med utbyggnaden av Hammarby sjöstad byggde Stockholm vatten Hammarby Sjöstadsverket i anslutning till Henriksdals reningsverk som en test- och forskningsanläggning. Här utvecklas det nya reningsmetoder under realistiska förhållanden. Verket invigdes 2003 och fördes i januari 2008 över till ett privat konsortium, Centrum för Hållbar Utveckling, där bland annat KTH, IVL och ITT Water & Wastewater ingår.
Efter andra världskriget började man mer och mer ansluta dagvattnet (nederbördsvatten) till de befintliga avloppssystemen eller till ett eget dagvattennät. I äldre villasamhällen från 1930- och 1940-talen är systemen ofta inte separerade vilket kan leda till att avloppsvatten tränger upp i golvbrunnar vid större och häftig nederbörd, eftersom de klena ledningarna ursprungligen inte var dimensionerade för det och därför inte kan svälja vattenmängden. Sedan år 2003 har det byggts reningsanläggningar för trafikdagvatten (dagvatten som kommer från vägtrafiken) längs Stockholms stadsmotorvägar som vid bland annat Tranebergsbron, Eugeniatunneln, Fredhällstunneln, Södra länken och Essingeleden. Syftet är att rena trafikbelastat dagvatten från skadliga och miljöfarliga ämnen som bly, krom, kväve, kadmium och olja, innan det släpps ut till vattendrag.
Under år 2000 producerade Henriksdalsverket, Brommaverket och anläggningen på Loudden sammanlagt 69 750 ton avvattnat slam. Ur detta slam utvinns tillsammans med fett från livsmedelsindustrin 11,8 miljoner m3 biogas som användes till uppvärmning, elproduktion och som drivmedel till fordon.

### Stockholms framtida avloppsrening
Stockholms framtida avloppsrening är ett av Stockholm Vatten och Avfalls genom tiderna största projekt och det beräknas vara genomfört till 2026. I projektet utvecklas Henriksdals reningsverk till ett av världens mest moderna med fördubblad kapacitet. Avloppsvattnet kommer att renas med hjälp av membranteknik, vilket kan rena mer avloppsvatten mer effektivt än idag på en mindre yta. Henriksdals reningsverk kommer när projektet är genomfört att bli världens största anläggning i sitt slag. Bromma reningsverk stängs och en ny avloppstunnel dras 30–90 meter under marken från Bromma till Henriksdal. På så sätt säkras möjligheten att rena Stockholms avloppsvatten när befolkningen ökar samtidigt som högre miljökrav ställs på det renade vattnet. Satsningen innebär att vattnet i Mälaren blir ännu renare, att utsläppen i Östersjön minskar och att transporter av avloppsslam genom bostadsområden försvinner. 

### Saltsjötunneln
Saltsjötunneln är en tunnel som anlades 1988–1989 för att leda renat avloppsvatten från Solna kommun via Stockholm till Saltsjön utanför Kastellholmen. Tunneln har sitt namn efter Saltsjön, där den mynnar. Saltsjötunneln är 7,5 kilometer lång, har en diameter på 3,5 meter och ligger på cirka 50 meters djup under staden. Genom tillkomsten av Saltsjötunneln blev det möjligt att avlasta Östra Mälarens vattenskyddsområde från avloppsvatten. Ursprungligen leddes det biologisk renade vatten från Bromma reningsverks nockebyanläggning genom en 900 meter lång bergtunnel till Mälaren vid Nockeby, där det släpptes ut på 10 meters djup.

### Avloppsanläggningar
Inom Stockholmsregionen finns 16 avloppsreningsverk med nästan 1,5 miljoner boende inom sitt upptagningsområde, dessa behandlar 90 % av avloppsvattnet inom regionen. I tabellen anges också året då gällande reningskrav fastställdes.

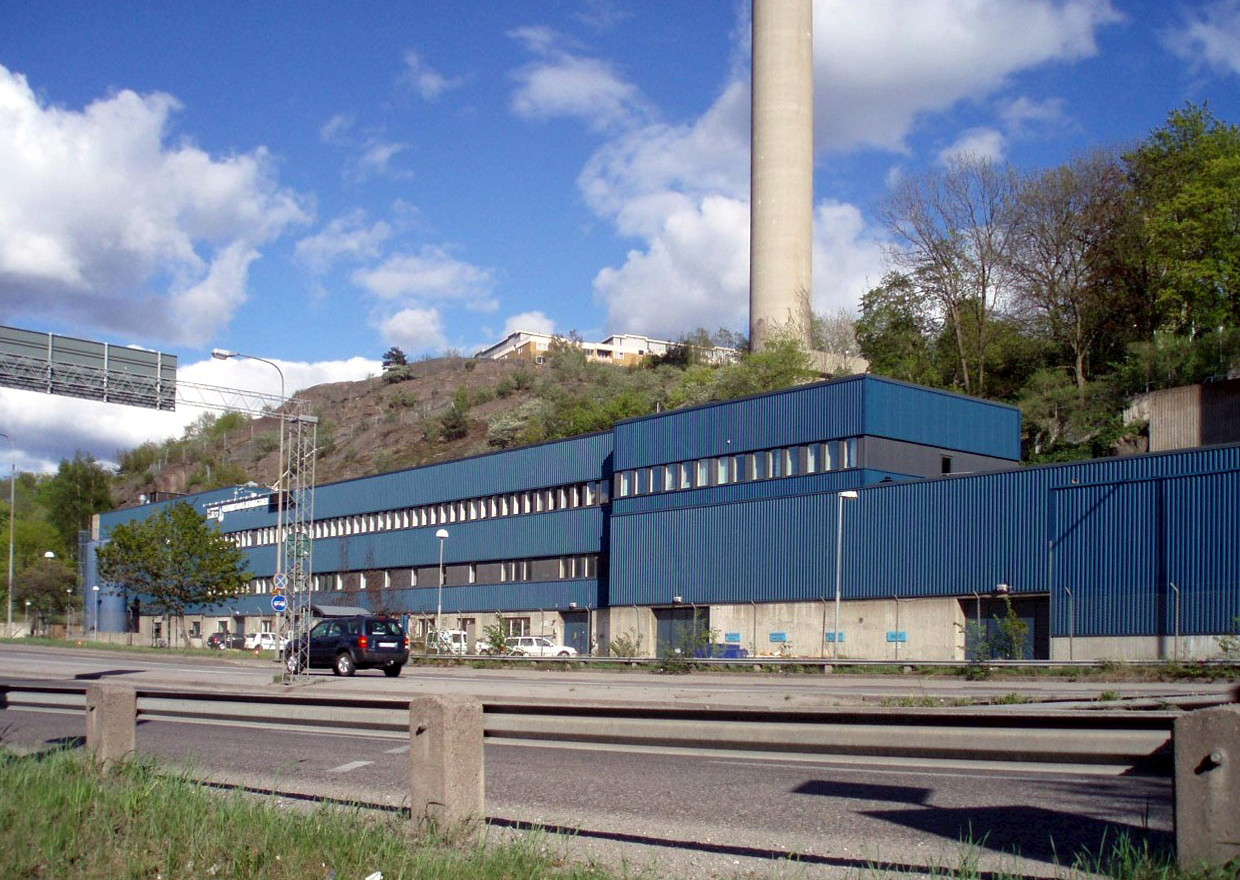
Henriksdals reningsverk 2006.

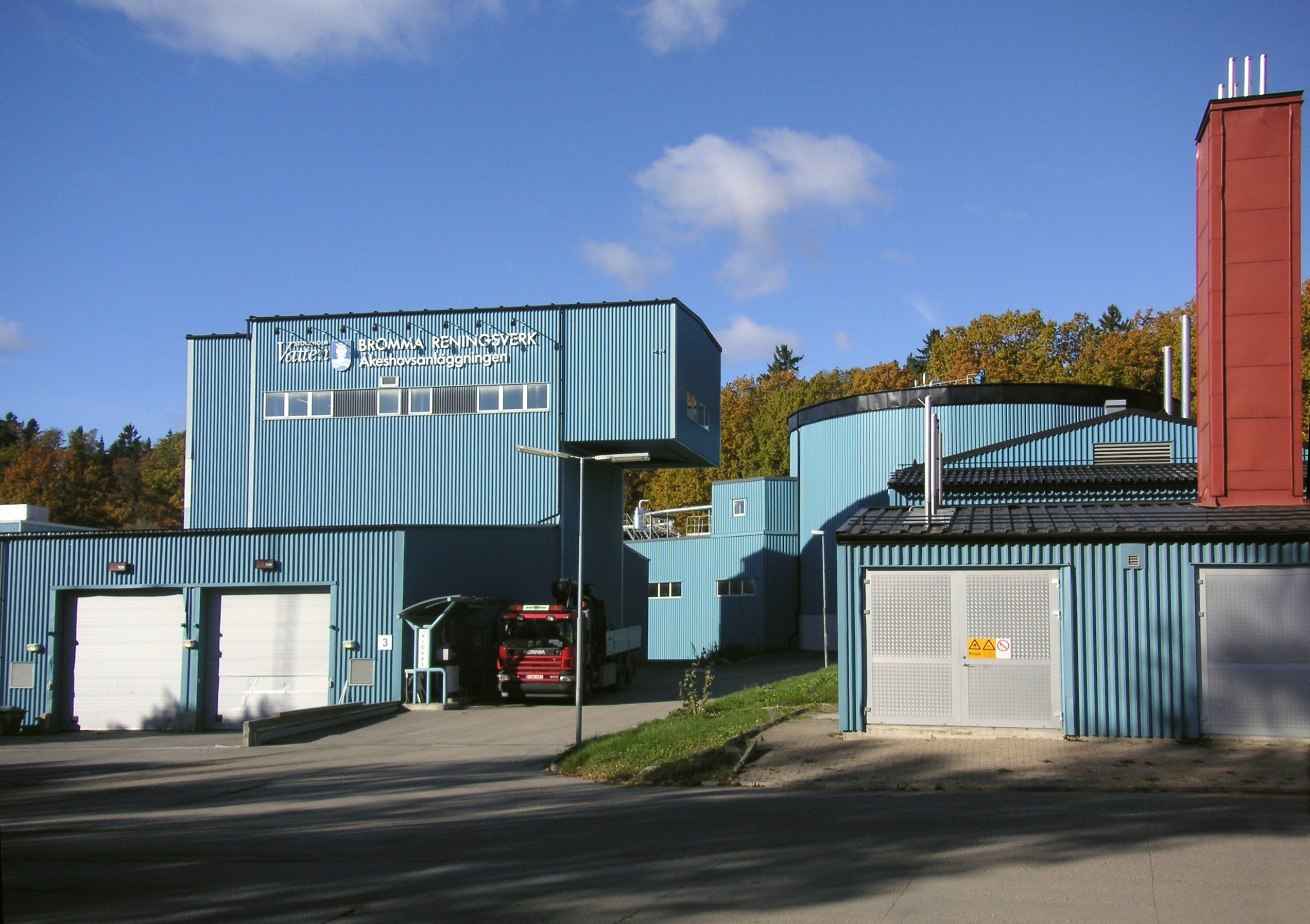
Bromma reningsverk 2010.

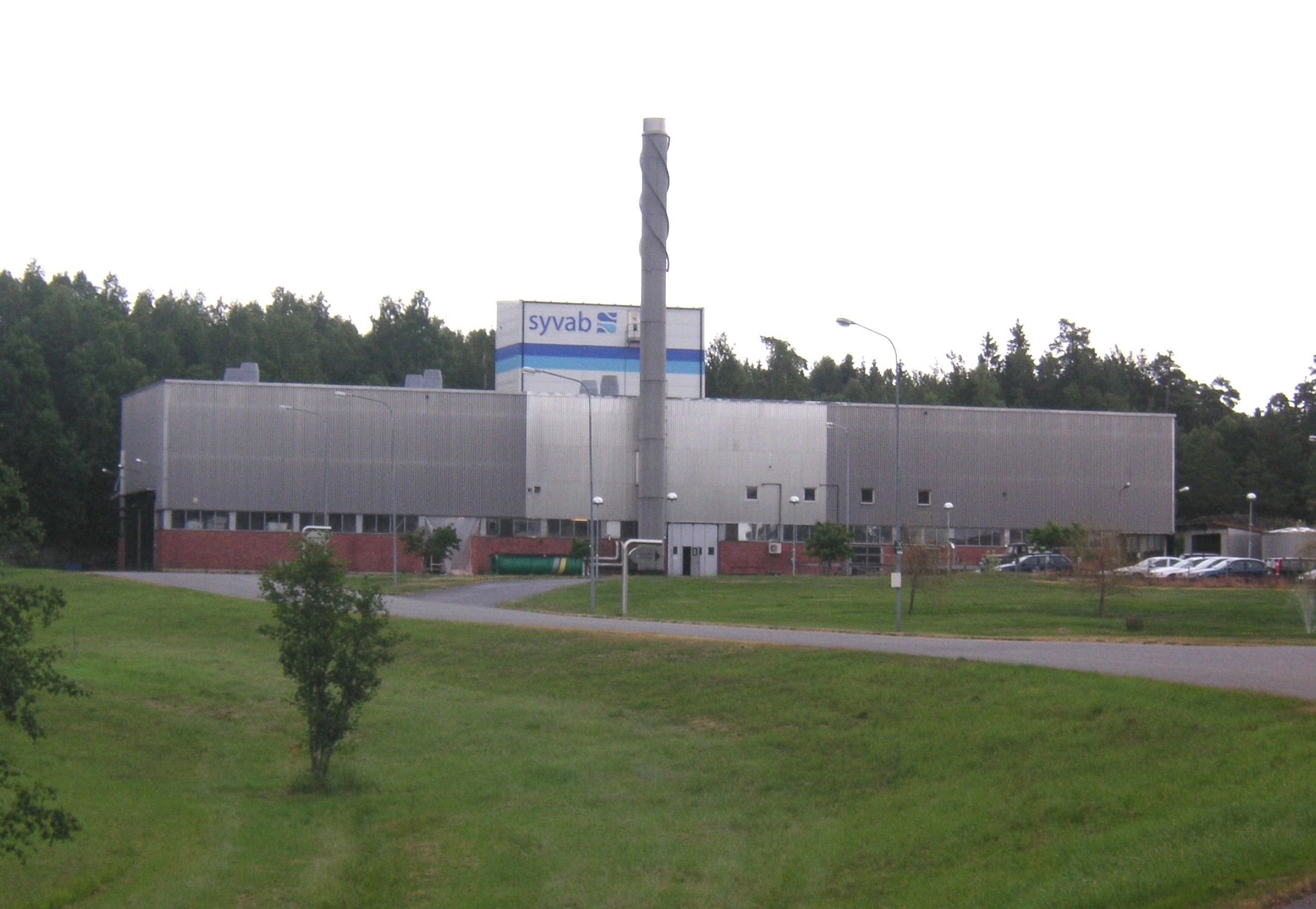
Himmerfjärdsverket 2010.

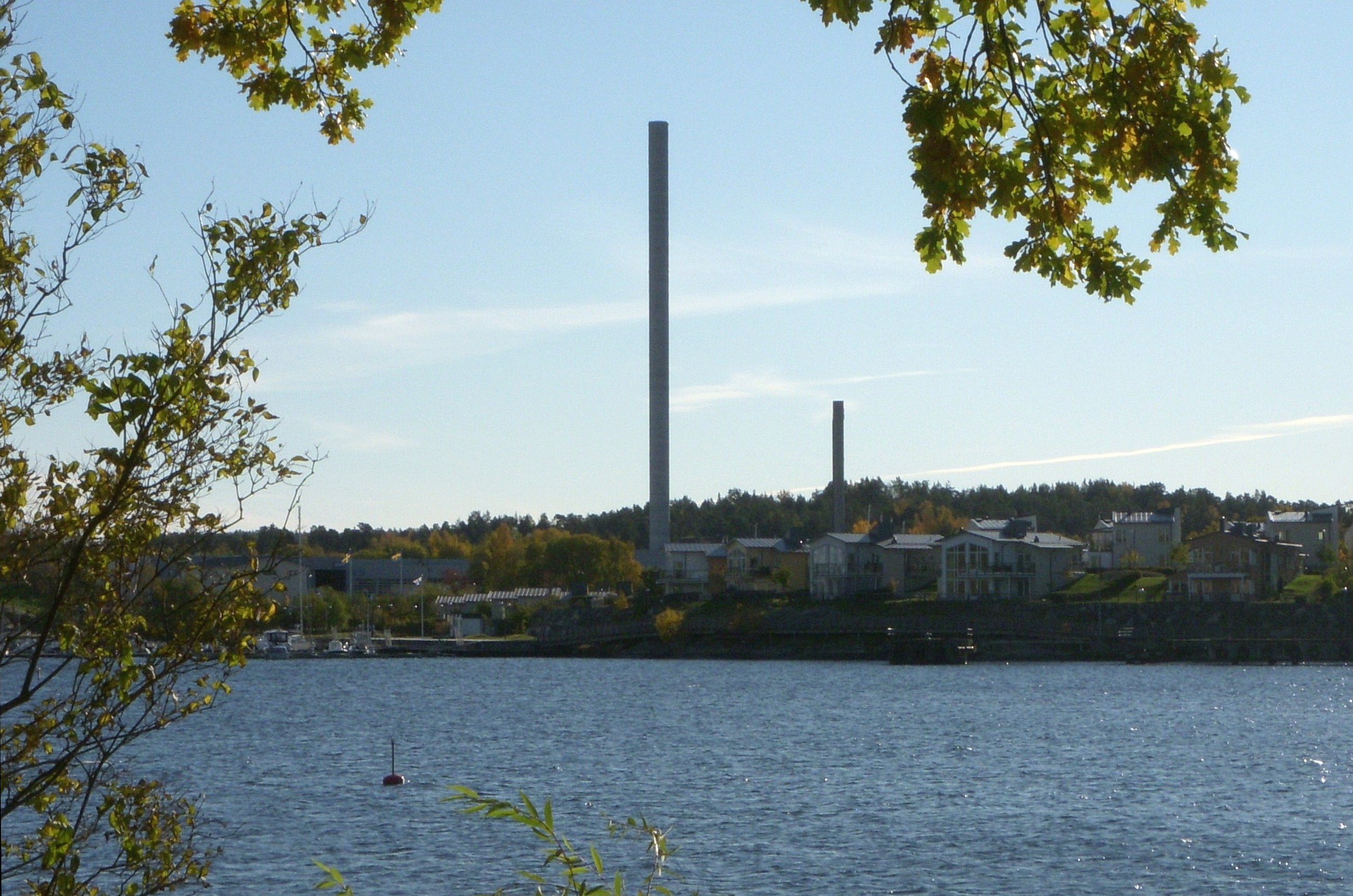
Käppalaverket 2010.

| Verk          | Kommun/förbund              | Boende 1000-tal p | Beslut |
| ------------- | --------------------------- | ----------------- | ------ |
| Henriksdal    | Stockholm vatten och avfall | 568               | 1970   |
| Loudden       | Stockholm vatten och avfall | 6                 | 1970   |
| Bromma        | Stockholm vatten och avfall | 252               | 1987   |
| Himmerfjärden | SYVAB                       | 230               | 1969   |
| Käppala       | Käppalaförbundet            | 313               | 1978   |
| Ekebyhov      | Ekerö                       | 9                 | 1973   |
| Stenhamra     | Ekerö                       | 3                 | 1978   |
| Margretelund  | Österåker                   | 22                | 1973   |
| Blynäs        | Vaxholm                     | 5                 | 1987   |
| Fors          | Haninge                     | 14                | 1974   |
| Porsmossen    | Nacka                       | 31                | 1970   |
| Gustavsberg   | Värmdö                      | 6                 | 1988   |
| Hemmesta      | Värmdö                      | 3                 | 1988   |
| Lindholmen    | Norrtälje                   | 13                | 1974   |
| Nynäshamn     | Nynäshamn                   | 12                | 1971   |
| Ösmo          | Nynäshamn                   | 3                 | 1984   |
| Summa         |                             | 1490              |        |

| Rörnätet                                 | Rörnätet  |
| ---------------------------------------- | --------- |
| Total ledningslängd                      | 2 400 km  |
| — spillvatten                            | 620 km    |
| — dagvatten                              | 870 km    |
| — kombinerat spillvatten och dagvatten   | 910 km    |
| Serviser (anslutningar till fastigheter) | 66 000 st |
| — spillvatten                            | 38 000 st |
| — dagvatten                              | 17 000 st |
| — kombinerat spillvatten och dagvatten   | 11 000 st |
| Pumpstationer                            | 153 st    |
| — varav huvudpumpstationer               | 4 st      |

### Recipienter
Avrinningen från Mälaren till Saltsjön och Stockholms innerskärgård sker främst genom Norrström. Utströmningen har beräknats till cirka 160 m³/s. Utsläppet av spillvatten uppgår till cirka 6 m³/s. Under 1970-talet var fosforbelastningen från avloppsreningsverken som störst och motsvarade cirka 70 % av innerskärgårdens fosforbelastning. Krav på rening och utbyggnad av reningsverken har gjort att belastningen nu har minskat till mindre än 30 % (avser Henriksdal, Loudden, Bromma, Käppala och Porsmosse). Å andra sidan har kvävebelastningen ökat och uppgår till motsvarande 40 %. Belastningen från dagvatten har uppskattats till 2 % för fosfor och <1 % för kvävet.
Tillrinningen till Himmerfjärden sker främst från Mälaren och från övriga åsystem och uppgår till cirka 13 m³/s. Avrinningen från Himmerfjärdsverket motsvarar cirka 10 % av den årliga tillrinningen.

### Recipientundersökningar
Redan 1886 började man göra vattenundersökningar i den östra delen av Mälaren. Man förstod att vattnen runt Stockholm låg i farozonen för nedsmutsning från den växande huvudstaden. Staden ålades att utföra regelbunden kontroll i vattendomar 1963 och 1966; av vattenomsättning, syrehushållning, fauna och flora samt den bakteriella föroreningen. Provtagningarna ledde bland annat till att Oxdjupet rensades 1919, 1929 och 1950 för att förbättra vattengenomströmningen. Genom åtgärderna har vattenomsättningen i innerskärgårdens djupvatten sexfaldigats, däremot har inte mellanskärgården påverkats. Genom provtagningarna har kunnat konstateras att vattenkvaliteten i Stockholms skärgård sedan början av 1900-talet kontinuerligt försämrades fram till början av 1970-talet, då utvecklingen vände och bättre förhållanden sedan kunde konstateras.
Även småsjöarna i Stockholmsområdet övervakas genom kemisk och biologisk provtagning. 1963 upptäckte man således att recipienterna var påverkade av närsaltsutsläpp. Sedan biologisk och kemisk rening hade införts vid Henriksdals reningsverk (1970 respektive 1973) kunde man konstatera en minskning av närsalterna och den organiska föroreningen i skärgården.

## Vattenvård av stadens sjöar och vattendrag
De flesta av Stockholms sjöar och vattendrag är påverkade av den omgivande stadsbebyggelsen, industrier och vägtrafiken. De två största vattenmiljöproblemen idag är övergödning och miljögifter. Miljögifter förekommer främst i sjöarnas bottensediment samt i grundvattnet i marken.
Arbetet med att förbättra vattenkvaliteten i Stockholms sjöar och vattendrag har pågått sedan 1970-talet. Utvecklingen har varit framgångsrik och vattnet som rinner till sjöarna har blivit renare, bland annat tack vare utbyggnaden av stadens reningsverk. Många förbättringar har också gjorts direkt i sjöarna genom olika restaureringsåtgärder. Fortfarande tillförs dock sjöar och vattendrag olika typer av föroreningar med bland annat dagvatten som innehåller skadliga ämnen från trafik, luftnedfall och gamla markföroreningar. Det förekommer även utsläpp av avloppsvatten vid så kallade bräddningar. Bräddning innebär att mer eller mindre utspätt avloppsvatten från ett överbelastat ledningsnät avleds direkt till närmaste recipient.
Mängden bräddat vatten har beräknats till 820 000 m3 och mängden dagvatten från områden med duplikatsystem till 7 miljoner m3. Föroreningsmängden som släpps ut i recipienterna per år har beräknats till följande värden:
| Parameter          | Dagvatten (ton/år) | Bräddavlopp (ton/år) | Renat avlopp (ton/år) | Totalt (ton/år) |
| ------------------ | ------------------ | -------------------- | --------------------- | --------------- |
| Suspenderade ämnen | 800                | 160                  | 2 700                 | 3 660           |
| COD                | 700                | 120                  | 8 500                 | 9 320           |
| Tot-P              | 3                  | 1,5                  | 109                   | 114             |
| Tot-N              | 17                 | 5                    | 4 170                 | 4 192           |

## Effekter av sänkning av grundvattennivån
I en storstad tas praktiskt taget all nederbörd om hand via gatu- och takavlopp och leds bort via dränledningar till avloppssystemet och under vissa förhållanden kan återbildningen av grundvattnet helt upphöra. Vid byggandet av bergtunnlar och liknande perforeringar av marken kan grundvattennivån komma att påverkas. Vilka effekter detta kan ge uppmärksammades vid byggande av spårtunnlar för tunnelbanan vid Karlaplan där grundvattnet kom att sänkas upp till 6 meter. Sänkningen ledde till stora sättningar i områdets lerlager och gav omfattande skador på omkringliggande fastigheter.

## Aktuella projekt

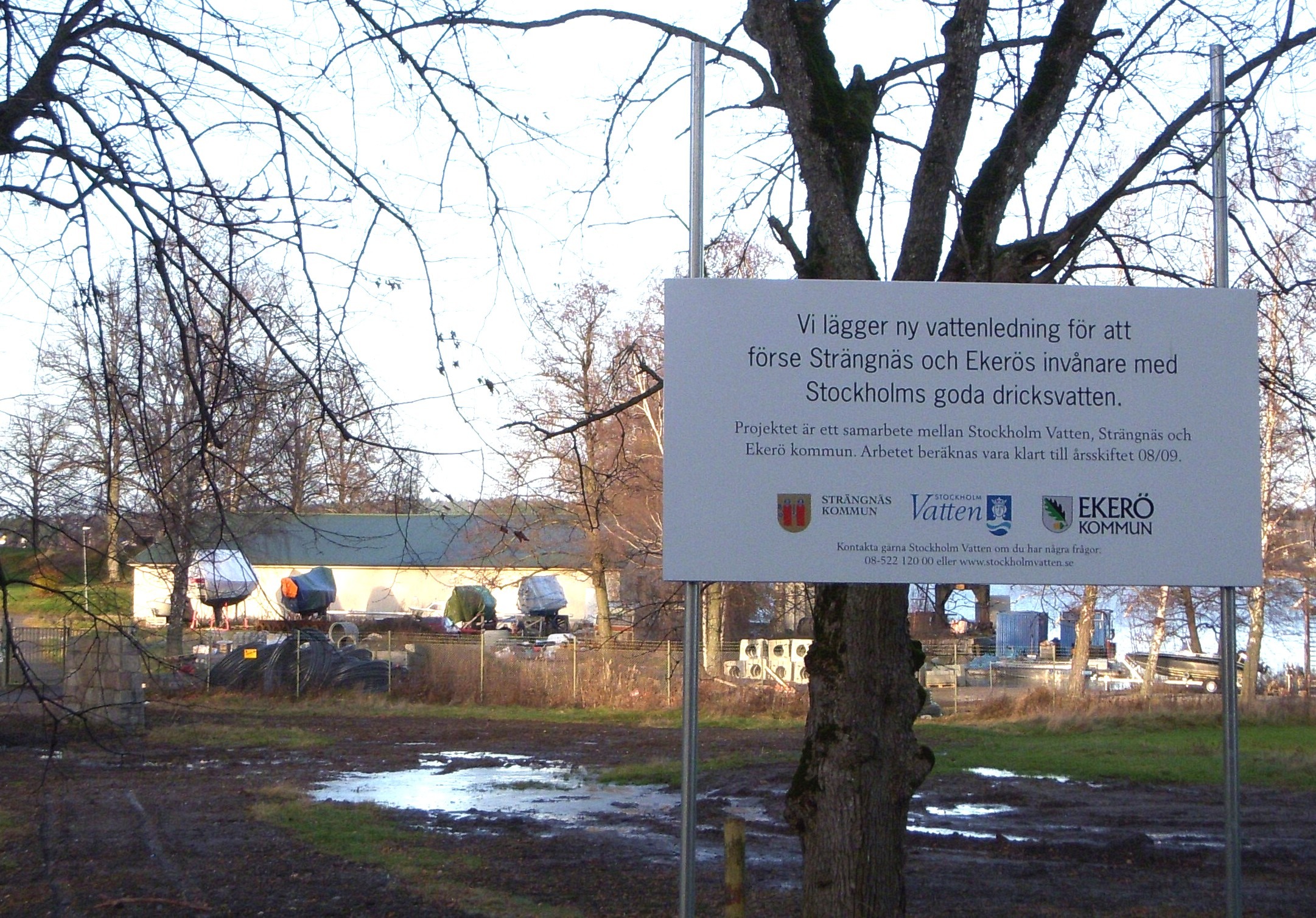
Skylt vid Norsborgsverket, 2008.

Inom Nynäsprojektet bygger Stockholm Vatten och avfall en ny huvudvattenledning till Nynäshamns kommun. Ledningsarbetena avslutades hösten 2009 och sedan dess får nynäshamnsborna stockholmsvatten i kranen.
Strängnäsprojektet är ett samarbete mellan Stockholm Vatten och avfall, Strängnäs kommun och Ekerö kommun. Eftersom Strängnäs kommun under en lång tid haft varierande problem med sin vattenförsörjning har kommunen beslutat att köpa vatten från Stockholm. Även Ekerö kommer att dra fördel av den nya ledningen och utökar därmed sitt köp av dricksvatten från Stockholm Vatten och avfall. Ledningen mellan Norsborgs vattenverk och Strängnäs kommun blir ungefär 3 mil lång. Större delen av ledningen kommer att dras i Mälaren. Arbetet med svetsning och utläggning av rörsektionerna av polyeten har pågått vid Norsborgs vattenverk under större delen av 2008.
Henriksdal 2010 heter ett projekt där Stockholm Vatten och avfall bygger om Henriksdals avloppsreningsverk. Två nya bergrum kommer att sprängas ut i Henriksdalsberget, och anläggningen skall tas i drift januari 2011.

## Grannkommuner

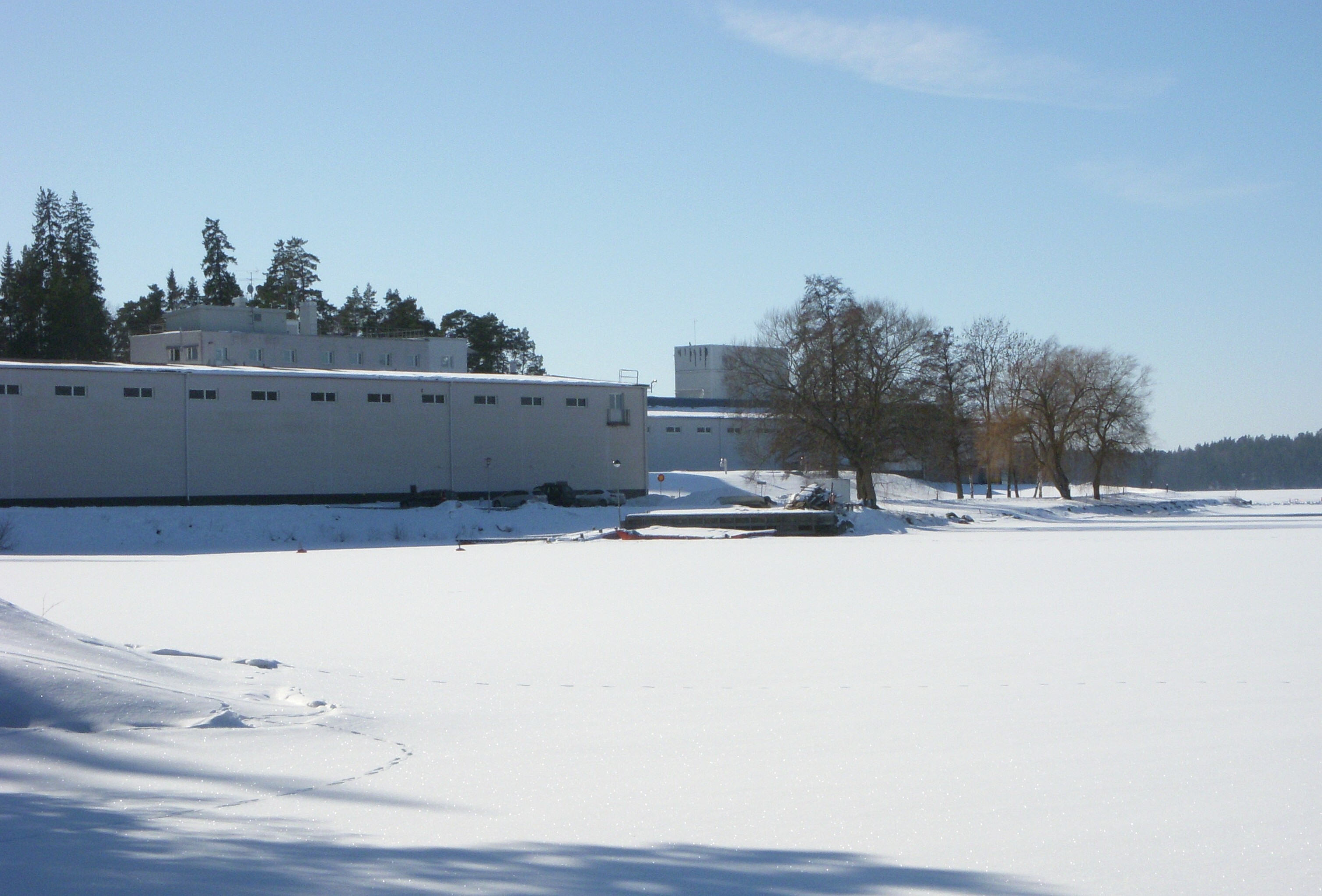
Görvälnverket.

I Stockholms norra grannkommuner finns Norrvatten, som bildades 1926. Anledning var bristen på grundvatten som gjorde att kommunerna i norra Storstockholm började samarbeta. Idag försörjer Norrvatten över 500 000 människor i 13 kommuner med dricksvatten. Råvatten tas in från Görvälnfjärden i Mälaren från två alternativa djup: 22 meter respektive 4 meter. Efter en vattenreningsprocess pumpas dricksvattnet ut i ett 26 mil långt huvudledningsnät som till största delen består av stål- och betongrör med en diameter på upp till 1,2 meter.
Norrvatten är ett kommunalförbund av bland annat Danderyds kommun, Järfälla kommun, Solna kommun, Täby kommun, Vallentuna kommun och Vaxholms kommun. Norrvattens vattenverk är Görvälnverket i Järfälla, företaget har sitt säte i Solna.
På avloppssidan finns liknande samarbeten i Käppalaförbundet och SYVAB.